# 보스턴
보스턴(Boston, 문화어: 보스톤)은 미국 매사추세츠주의 주도이며, 미국에서 제일 오래된 도시 중 하나이다. 뉴잉글랜드 중에서도 최대의 도시로, 이 지역의 경제 및 문화 중심지이며, "뉴잉글랜드의 수도"라는 비공식적인 별칭을 갖고 있다. 보스턴의 인구는 2011년 기준으로 625,087명이며, 미국에서 21위로 인구가 많다. 보스턴 만에 임하는 항구를 중심으로 시가지가 뻗고, 주변에 인접하는 여러 도시와 함께 보스턴 대도시권을 형성한다. 보스턴은 이 대도시권의 중심지가 된다. 대도시권의 대도시에는 450만명이 살며, 미국 10위의 도시권이 된다. 통근 지역까지 합친 통합 인구는 750만명으로, 미국에서 5위의 광역 도시권이 된다.

## 개요
1630년, 영국의 청교도 식민지 개척자들이 쇼멋반도를 세웠다. 18세기 후반, 보스턴은 보스턴 학살, 보스턴 차 사건 등 미국 독립 혁명의 중요한 사건의 무대가 되었다. 전쟁 초기에 발생한 벙커 힐 전투와 보스턴 포위전과 같은 일부 전투도 보스턴과 주변 지역에서 발생하였다. 간척을 하여 보스턴 지역은 반도에서 밖으로까지 영토가 확장되었다. 미국 독립 이후에 보스턴은 주요한 항구, 제조업의 중심지가 되었으며, 현재 매년 2천만명 이상의 관광객이 보스턴을 방문하고 있다. 보스턴은 미국 최초의 공립학교인 보스턴 라틴 스쿨(1635년), 미국 최초의 지하철망(1897년)이 생긴 곳이다.
시내 및 주변 지역에는 많은 종합 및 단과 대학이 위치하고 있어, 고등 교육의 중심지이자, 의료의 중심지이기도 하다. 보스턴의 경제를 지탱하는 것은 각종 연구, 엔지니어링, 금융, 생명공학 등이다. 보스턴은 미국 내에서 생활비가 가장 높은 도시 중 하나이지만, 전 세계에서 36번째로 가장 살기에 적합한 도시로 선정되었다.
2012년, 싱크탱크가 공표한 사업, 인재, 문화, 정치 등을 대상으로 한 종합적인 세계 도시 순위에서 세계 15위 도시로 평가되었으며, 미국에서는 뉴욕, 로스앤젤레스, 시카고, 워싱턴 D.C.에 이어 5위다.

## 역사
보스턴은 1630년 9월 17일, 영국에서 온 청교도들의 손에 의해 세워졌다. 이 매사추세츠 만 식민지의 청교도는 10년 전에 플리머스 식민지 (현재 매사추세츠 브리스틀 군, 플리머스 군, 반스터블 군)를 건설한 필그림과 혼동될 수 있다. 그러나 두 그룹은 다른 종교적 실천을 가지고 있어 역사적으로 봐도 별도의 그룹이다. 1691년 10월 7일, 플리머스 식민지를 매사추세츠 만 식민지와 함께한다는 공식 선언을 했으며 매사추세츠 만 직할 식민지가 설립되었다. 이 선언은 1692년 5월 14일부터 적용되었다.
옛날에는 쇼멋반도와 본토와 좁은 지협으로만 연결되어 있어, 반도는 매사추세츠 만과 찰스 강 하구의 백베이에 둘러싸여 있었다. 시내에서 아메리칸 인디언들의 선사 시대의 유적이 발굴되고 있어, 그에 따르면 기원전 5000년부터 반도에 사람이 거주하고 있던 것을 알 수 있다. 보스턴 초기에 이민 온 유럽인은 이 지역을 "트리마운틴"(Trimountaine, 세 개의 산)이라고 부르고 있었지만, 후에 일부 유력한 이주민들의 고향이었던 잉글랜드 링컨셔 카운티 보스턴의 이름을 따서, 보스턴으로 개명되었다. 매사추세츠 만 식민지의 초대 총독 존 윈스롭은 "기독교적 자애의 모범"(A Model of Christian Charity)이라는 제목의 유명한 설교를 하고 보스턴은 하나님과의 특별한 계약을 맺고 있다고 설명했다. 또한 윈스롭은 도시 건설의 기초가 된 자료가된 케임브리지 협정의 서명도 선도해갔다. 청교도 특유의 윤리관은 보스턴에 안정적이고 질서 있는 사회를 형성했다. 예를 들어, 보스턴 정착 후 곧 청교도들은 1635년에 미국 최초의 공립학교인 보스턴 라틴 스쿨, 1636년에 미국 최초의 단과 대학인 하버드 대학교를 설립했다. 보스턴은 18세기 중반에 필라델피아로 바뀔때까지 영국령 북아메리카에서 가장 큰 도시였다.
1770년대 영국은 주로 과세 측면에서 13개 식민지에 대한 지배를 강하게 하려고 했으며, 이것은 곧 미국 독립 전쟁으로 이어졌다. 보스턴 학살 사건, 보스턴 차 사건 외에 렉싱턴 콩코드 전투, 벙커 힐 전투, 보스턴 포위전 등 초기 일부 전투도 보스턴 또는 그 근교에서 일어났다. 이때 폴 리비어가 영국군의 진격을 전하기 위해 밤새 말로 달린 것은 유명한 일이다. 혁명 후, 보스턴은 확고한 항해의 전통 덕분에, 세계에서 가장 풍부한 국제 무역항 중 하나가 되었다. 수출품은 럼주, 생선, 소금 그리고 담배가 등이였다. 이 시기 동안, 초기 정착민 후손들은 나라의 사회적, 문화적 엘리트로 간주되었고, 후에 보스턴 브라민(Boston Brahmins)으로 불렸다.
나폴레옹 전쟁 중에 제정된 1807년 통상 금지법(Embargo Act of 1807)과 1812년 전쟁으로 보스턴의 무역업은 대폭적으로 축소되었다. 전쟁이 종결하고 나서 해외 무역은 부활했지만, 보스턴 상인들은 그동안 대체 투자처를 찾아 내고 있었다. 즉, 제조업이 도시 경제의 중요한 요소가 되었고, 1800년대 중반까지 제조업은 경제적 중요성에서 국제 무역을 앞질렀다. 1900년대 초반까지 보스턴은 미국에서 가장 큰 제조업의 중심지의 하나가 되었고, 의류 및 가죽 제품의 생산지로 알려지게 되었다.
19세기 중반부터 말까지 보스턴은 문화적으로 번영했다. 세련된 문학과 예술에 대한 아낌없는 지원으로 알려지게 되었다. 또한 노예 제도 폐지 운동의 중심지가 되기도 하였다. 보스턴은 1850년 도망노예법에 강하게 반대하였고, 1854년 반 도망 노예 사건 이후 프랭클린 피어스 대통령은 보스턴을 본보기로 하려고 하였다.
1822년, 보스턴 시민의 투표에 의해 도시의 정식 명칭이 "the Town of Boston"에서 "the City of Boston"으로 변경되었다. 1822년 3월 4일, 시민은 시의 설립헌장을 수락하였다. 보스턴이 도시로 승격할 당시 인구는 4만 6226명이며, 시역은 불과 12km2(4.7mi²)였다.
1820년대 보스턴의 인구가 증가하기 시작하였고, 유럽에서의 이민자가 늘어감에 따라 보스턴의 민족 구성은 극적으로 변화했다. 이때 이민자의 대부분을 차지하고 있던 것은 아일랜드인이었다. 1840년대 후반의 대기근으로 많은 아일랜드인이 아메리카로 옮겨왔다. 1850년까지 보스턴에 사는 아일랜드인은 약 3만 5000명에 달했다. 19세기 후반, 보스턴에는 아일랜드인, 독일인, 레바논인, 시리아인, 프랑스계 캐나다인, 유대계 러시아인, 유대계 폴란드인의 수가 늘어났다. 19세기 말에는 보스턴의 중심은 다른 민족의 이민자 거주지에 따라 모자이크화했다. 이탈리아계는 노스엔드, 아일랜드계는 사우스보스턴과 찰스타운, 러시아계 유대인은 웨스트엔드에 살았다.
아일랜드계와 이탈리아계 이민자는 로마 가톨릭을 보스턴에 들여왔다. 현재 가톨릭은 보스턴의 최대 종교 커뮤니티이다. 또한 20세기 초반부터 아일랜드계 미국인은 보스턴의 정치에서 큰 역할을 차지했으며, 대표적인 인물로는 케네디가의 사람들, 팁 오닐, 존 F. 피츠 제럴드 등이 있다.
1631년에서 1890년까지 시의 면적은 토지의 매립에 의해서 3배 늘어났으며, 임해 지역에 퍼지는 습지, 늪지대, 부두의 일부를 매립할 수 있었다. 이것을, 월터 뮤어 화이트힐은 "언덕을 무너뜨리고 강을 메운다"라고 표현했다. 가장 큰 간척 노력은 19세기 동안 일어났다. 1807년부터, 비콘힐의 정상 부분은 50 에이커(20헥타르) 밀 연못을 채우는 데 사용되었는데 그곳은 나중에 헤이마켓 광장이 되었던 지역이다. 오늘날의 주의회 의사당은 이 낮아진 비콘 힐맨 위에 서있다. 세기의 중앙에 간척 사업은 사우스 엔드, 웨스트 엔드, the 파이낸셜 디스트릭트, 그리고 차이나타운의 중요한 부분을 탄생했다.

## 지리

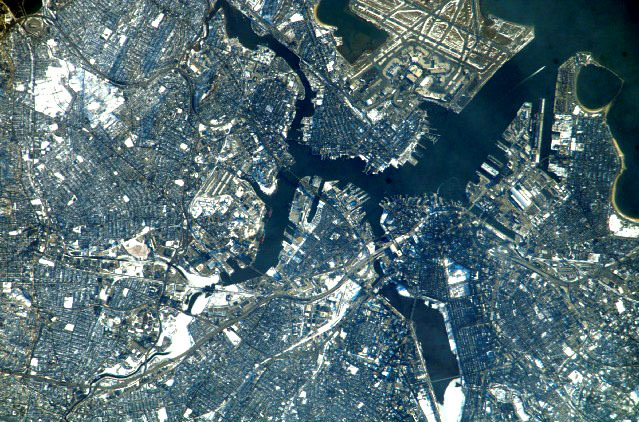
국제우주정거장(ISS)에서 본 보스턴.

빠른 설립으로 인해, 보스턴은 매우 밀집되어 있다. 미국 인구조사국에 따르면 보스턴의 총 면적은 232.1km2 중 육지가 125.4km2, 수면이 106.7km2이며, 수면의 비율은 46.0%이다. 보스턴의 인구 밀도는 미국의 도시 중 3위이다. 보스턴은 보스턴 대도시권으로 둘러 쌓여 있으며, 주변에는 윈스롭, 리비어, 첼시, 에버렛, 소머빌, 케임브리지, 워터타운, 뉴턴, 브루클라인, 니덤, 데덤, 캔턴, 밀턴, 퀸시와 같은 크고 작은 도시와 인접해 있다. 찰스강이 보스턴 본체와 케임브리지, 워터타운, 보스턴의 찰스 타운 지구를 사이에 두고있다. 동쪽으로는 보스턴 항, 보스턴 하버 아일랜즈 국립휴양지가 있다. 네폰셋 강은 보스턴 남부 지역과 퀸시, 밀턴의 경계를 흐른다. 미스틱 강은 찰스타운과 첼시, 에버렛 사이, 첼시 크릭과 보스턴 항, 이스트 보스턴과 보스턴 본체 사이에 있다.
보스턴은 많은 지구로 나누어져 있다. 공식적으로는 21개의 지구(네이버후드)로 나뉘어 있어, "시티 오브 네이버후즈"라고도 불린다. 백베이와 사우스 엔드 지역의 대부분은 매립지에 있다. 보스턴은 원래 "스리마운트", 즉 세 언덕이 있었는데 그 중 두 언덕의 토양은 매립에 사용되었다. 셋 중 가장 작은 비컨힐만 절반 높이의 곳까지 지금도 남아있다. 다운타운과 그 바로 주위의 지역은 대부분 저층 블록 구조 또는 석조 건물로 이루어져 있으며, 연방 양식의 오래된 건축물들이 많다. 이러한 오래된 건물이 현대적인 고층 건물과 섞여있는 것이, 파이낸셜 디스트릭트, 가번먼트 센터, 사우스 보스턴의 임해 지역, 백베이 같은 지역이다. 백베이는 보스턴 공공 도서관, 크리스천 사이언스 센터, 코플리 광장, 뉴베리 스트리트, 뉴잉글랜드에서 가장 높은 2대 빌딩인 존 핸콕 타워와 프루덴셜 센터 등 큰 건물이 수많은 세워져 있다. 작은 상업 지구들은 단독 주택과 목조 및 벽돌 구조의 테라스 하우스 (공동 주택) 사이에 산재해 있다. 현재 사우스 엔드 역사 지구는 빅토리아 시대부터 남아 결정된 거리로는 미국에서 가장 큰 규모이다.
파이낸셜 디스트릭트와 비컨힐 근처에 있는 보스턴 코먼은 미국에서 가장 오래된있는 공원이다. 옆의 보스턴 퍼블릭 가든과 함께 "에메랄드 네클러스"를 구성하고있다. 에메랄드 네클러스의 일부를 이루는 자메이카 연못은 시내 최대의 담수 역이다. 마찬가지로 에메랄드 네클러스의 일부인 프랭클린 공원은 시내에서 가장 큰 공원이며, 안에 프랭클린 파크 동물원이 있다. 또 하나의 큰 공원으로, 찰스 강 양안에 산책로가 있으며, 야외 공연장인 해치 셸이 산책로에 인접해 있다. 그 외에도 시내 곳곳에 공원이 산재 해 있으며, 캐슬 섬 근처나 찰스타운 내, 또한 도체스터, 사우스 보스턴, 이스트 보스턴의 해안에 큰 공원과 해변이있다.

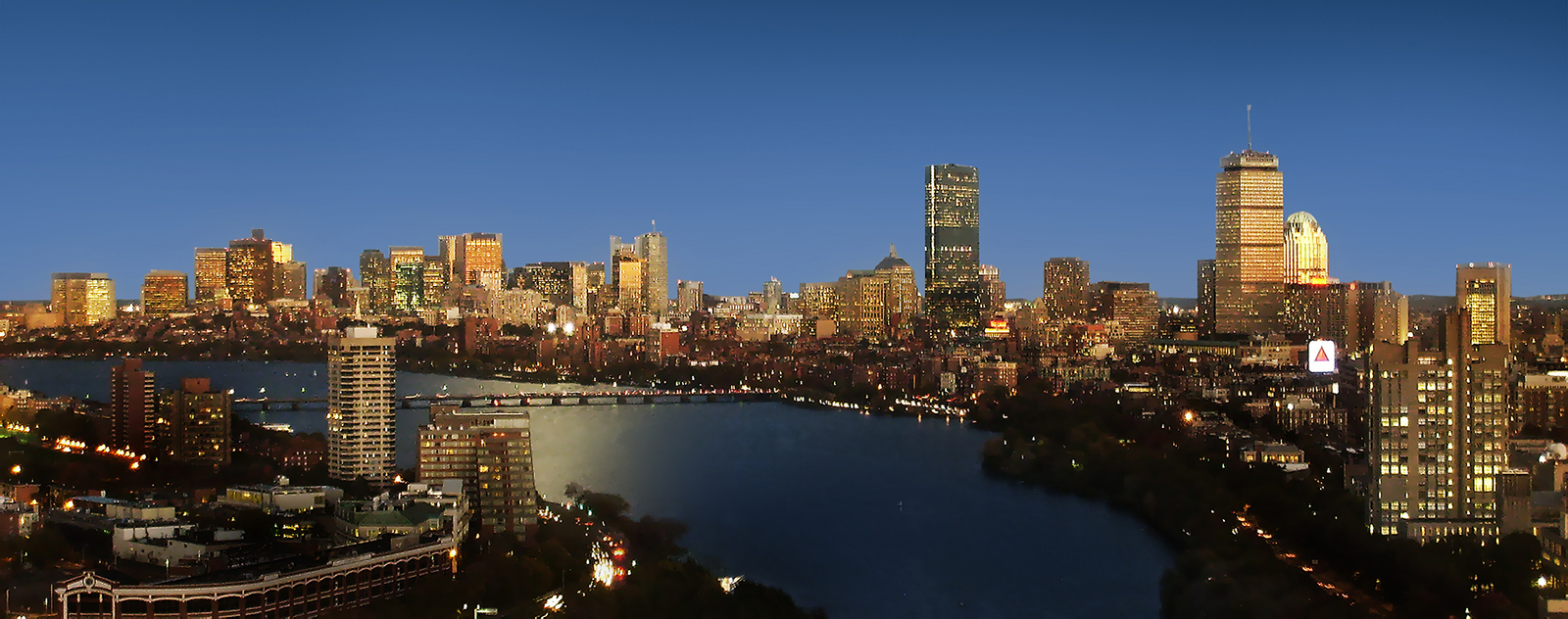
보스턴 대학교에서 본 보스턴 야경

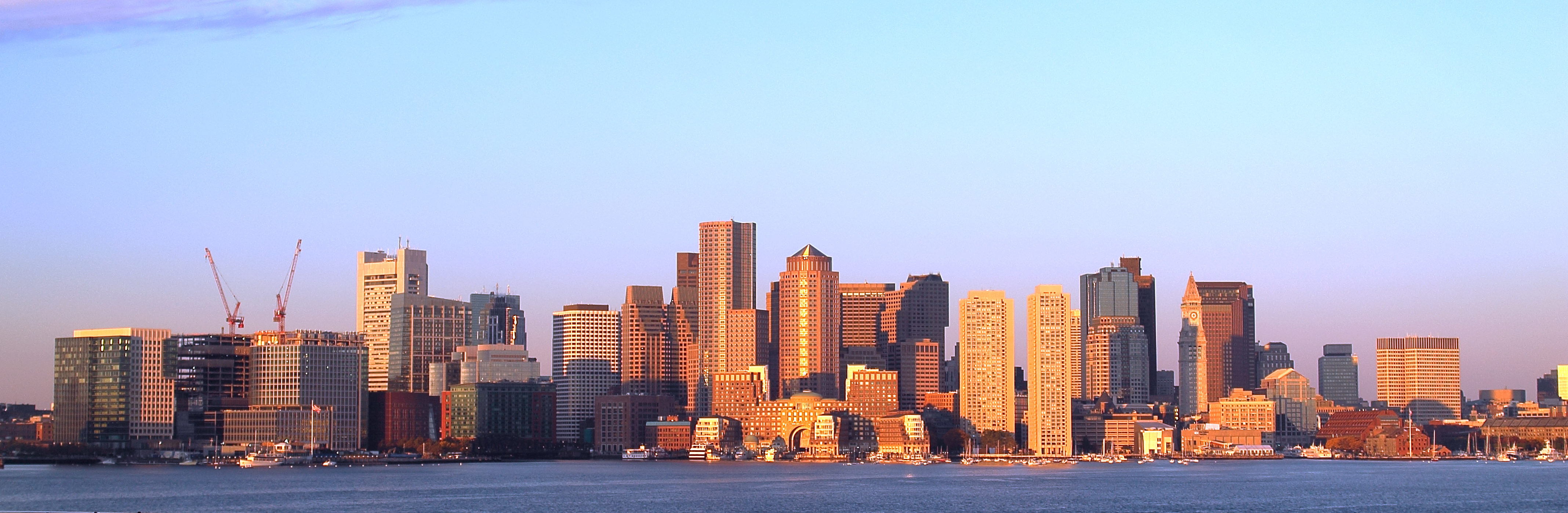
로건 국제공항에서 본 보스턴 시내의 파노라마

### 기후
보스턴의 기후는 기본적으로는 습윤 대륙성 기후와 온난 다습한 기후의 중간이다. 뉴잉글랜드 해안 남부에서 전형적으로 볼 수 있는 기후이다. 여름은 일반적으로 고온 다습인 반면, 겨울은 춥고 바람이 강하다. 육지에서 바다쪽으로 부는 항풍 때문에 대서양의 영향은 제한적이다.

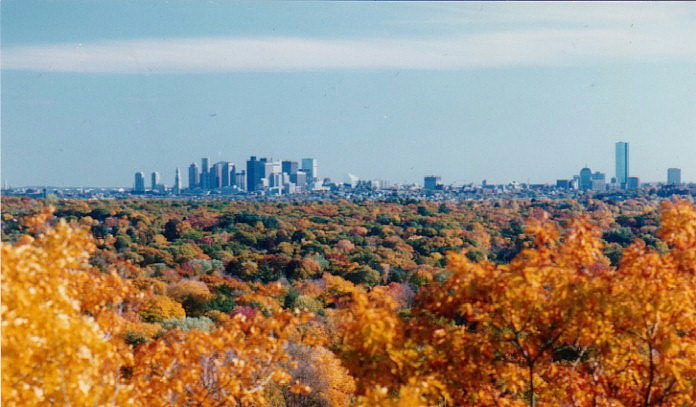
가을의 단풍과 보스턴 원경

봄은 더운 날도 있고 육풍이 부는 날은 기온이 90 °F 대 (32 ~ 37°C)까지 올라갈 수도 있지만, 5월말에도 차가운 바닷 바람때문에 40 °F 대 전반 (4 ~ 7°C) 밖에 되지 않을 수 도 있다. 1년 중 가장 더운 7월의 평균 최고 기온은 28°C (82 °F), 평균 최저 기온은 18°C (66 °F)이며, 습도가 높은 날이 많다. 가장 추운 1월에는 평균 최고 기온이 2°C (36 °F), 평균 최저 기온이 -6°C (22 °F)이다. 여름에 32°C (90 °F)를 넘거나, 겨울에 -12°C (10 °F)를 밑도는 것도 드물지 않지만, 그런 날이 길게 이어지는 경우는 거의 없다. 기록 최고 기온은 1911년 7월 4일 40°C (104 °F), 기록 최저 기온은 1934년 2월 9일 -28°C (-18 °F)이다. 1985년 2월 24일에는 21°C (70 °F)까지 2월에 오른 것이 처음이였다. 3월의 기록 최고 기온은 1998년 3월 31일 31°C (89 °F)이다.
북대서양 해안의 영향으로 기온을 완화시켜주고 있지만, 동시에 강한 북동풍에 의해 대량의 강우 및 강설을 내리게 하는 원인이 되기도 한다. 보스턴의 평균 강우량은 약 108cm, 평균 강설량은 약 104cm이다. 시내에서 내륙 (특히 서부와 북부)으로 갈수록, 바다에 의한 온난화 효과가 없으므로 강설량은 급격히 증가한다. 눈이 내리는 것은 대부분 12월에서 3월까지이다. 4월과 11월은 눈이 거의 내리지 않는 것이 일반적으로, 5월과 10월에 눈이 내리는 것은 드물다.
특히 봄부터 초여름 사이에는 안개가 많다. 또한 특히 초가을에는 때때로 열대 저기압이나 태풍이 이 지역을 강타하기도 한다. 북대서양에 접하고 있기 때문에, 특히 수온이 아직 낮은 해안의 기온이 내륙보다 10 ~ 20 °F 낮은 늦봄에는 바닷 바람이 많이 불어, 그로 인해 도시의 기온이 낮에 가까이 급격 10 ~ 20 °F까지 떨어지기도 한다.
| 보스턴 (로건 국제공항)의 기후                                                                  | 보스턴 (로건 국제공항)의 기후 | 보스턴 (로건 국제공항)의 기후 | 보스턴 (로건 국제공항)의 기후 | 보스턴 (로건 국제공항)의 기후 | 보스턴 (로건 국제공항)의 기후 | 보스턴 (로건 국제공항)의 기후 | 보스턴 (로건 국제공항)의 기후 | 보스턴 (로건 국제공항)의 기후 | 보스턴 (로건 국제공항)의 기후 | 보스턴 (로건 국제공항)의 기후 | 보스턴 (로건 국제공항)의 기후 | 보스턴 (로건 국제공항)의 기후 | 보스턴 (로건 국제공항)의 기후 |
| 월                                                                                             | 1월                           | 2월                           | 3월                           | 4월                           | 5월                           | 6월                           | 7월                           | 8월                           | 9월                           | 10월                          | 11월                          | 12월                          | 연간                          |
| ---------------------------------------------------------------------------------------------- | ----------------------------- | ----------------------------- | ----------------------------- | ----------------------------- | ----------------------------- | ----------------------------- | ----------------------------- | ----------------------------- | ----------------------------- | ----------------------------- | ----------------------------- | ----------------------------- | ----------------------------- |
| 역대 최고 기온 °C (°F)                                                                         | 23 (74)                       | 23 (73)                       | 32 (89)                       | 34 (94)                       | 36 (97)                       | 38 (100)                      | 40 (104)                      | 39 (102)                      | 39 (102)                      | 32 (90)                       | 28 (83)                       | 24 (76)                       | 40 (104)                      |
| 일평균 최고 기온 °C (°F)                                                                       | 2.7 (36.8)                    | 3.9 (39.0)                    | 7.5 (45.5)                    | 13.6 (56.4)                   | 19.2 (66.5)                   | 24.6 (76.2)                   | 27.8 (82.1)                   | 26.9 (80.4)                   | 22.8 (73.1)                   | 16.7 (62.1)                   | 10.9 (51.6)                   | 5.7 (42.2)                    | 15.2 (59.3)                   |
| 일일 평균 기온 °C (°F)                                                                         | −1.2 (29.9)                   | −0.1 (31.8)                   | 3.5 (38.3)                    | 9.2 (48.6)                    | 14.7 (58.4)                   | 20.0 (68.0)                   | 23.4 (74.1)                   | 22.6 (72.7)                   | 18.7 (65.6)                   | 12.7 (54.8)                   | 7.1 (44.7)                    | 2.1 (35.7)                    | 11.1 (51.9)                   |
| 일평균 최저 기온 °C (°F)                                                                       | −4.9 (23.1)                   | −4.1 (24.6)                   | −0.5 (31.1)                   | 4.9 (40.8)                    | 10.2 (50.3)                   | 15.4 (59.7)                   | 18.9 (66.0)                   | 18.4 (65.1)                   | 14.6 (58.2)                   | 8.6 (47.5)                    | 3.3 (37.9)                    | −1.6 (29.2)                   | 6.9 (44.5)                    |
| 역대 최저 기온 °C (°F)                                                                         | −25 (−13)                     | −28 (−18)                     | −22 (−8)                      | −12 (11)                      | −1 (31)                       | 5 (41)                        | 10 (50)                       | 8 (46)                        | 1 (34)                        | −4 (25)                       | −19 (−2)                      | −27 (−17)                     | −28 (−18)                     |
| 평균 강수량 mm (인치)                                                                          | 86 (3.39)                     | 82 (3.21)                     | 106 (4.17)                    | 92 (3.63)                     | 83 (3.25)                     | 99 (3.89)                     | 83 (3.27)                     | 82 (3.23)                     | 90 (3.56)                     | 102 (4.03)                    | 93 (3.66)                     | 109 (4.30)                    | 1,107 (43.59)                 |
| 평균 강설량 cm (인치)                                                                          | 36 (14.3)                     | 37 (14.4)                     | 23 (9.0)                      | 4.1 (1.6)                     | 0.0 (0.0)                     | 0.0 (0.0)                     | 0.0 (0.0)                     | 0.0 (0.0)                     | 0.0 (0.0)                     | 0.51 (0.2)                    | 1.8 (0.7)                     | 23 (9.0)                      | 125 (49.2)                    |
| 평균 강수일수 (≥ 0.01 인치)                                                                    | 11.8                          | 10.6                          | 11.6                          | 11.6                          | 11.8                          | 10.9                          | 9.4                           | 9.0                           | 9.0                           | 10.5                          | 10.3                          | 11.9                          | 128.4                         |
| 평균 강설일수 (≥ 0.1 인치)                                                                     | 6.6                           | 6.2                           | 4.4                           | 0.8                           | 0.0                           | 0.0                           | 0.0                           | 0.0                           | 0.0                           | 0.2                           | 0.6                           | 4.2                           | 23.0                          |
| 평균 상대 습도 (%)                                                                             | 62.3                          | 62.0                          | 63.1                          | 63.0                          | 66.7                          | 68.5                          | 68.4                          | 70.8                          | 71.8                          | 68.5                          | 67.5                          | 65.4                          | 66.5                          |
| 평균 월간 일조시간                                                                             | 163.4                         | 168.4                         | 213.7                         | 227.2                         | 267.3                         | 286.5                         | 300.9                         | 277.3                         | 237.1                         | 206.3                         | 143.2                         | 142.3                         | 2,633.6                       |
| 가능 일조율                                                                                    | 56                            | 57                            | 58                            | 57                            | 59                            | 63                            | 65                            | 64                            | 63                            | 60                            | 49                            | 50                            | 59                            |
| 출처: 미국 해양대기청 (평년값: 1991년~2020년, 극값: 1872년~현재, 상대습도/일조: 1961년~1990년) |                               |                               |                               |                               |                               |                               |                               |                               |                               |                               |                               |                               |                               |

## 인구 통계
2000년 미국 인구 조사국에 따르면, 보스턴의 인구는 58만 9141명이며, 세대수는 23만 9528대, 가족 수는 11만 5212명이였다. 인구 밀도는 4697명 / km2 (1만 2166명 / mi²)였다. 인구 25만명 이상의 주요 미국 도시 중에서 인구 밀도가 보스턴보다 높은 것은 뉴욕, 샌프란시스코, 시카고이다. 면적당 세대수는 2009 가구 / km2 (5203 가구 / mi²)였다.
그러나 보스턴의 주간 인구는 약 120만명에 이른다. 이처럼 인구 변동은 교외의 주민이 직장, 학교, 의료 또는 특별 행사를 위해 시내로 이동하기 때문이다.
2000년 인구 조사에 따르면, 도시의 인구의 19.8%는 18세 미만, 16.2%는 18세 ~ 24세, 35.8%가 25세 ~ 44세, 17.8%가 45세 ~ 64세, 10.4%가 65세 이상이였다. 중간값은 31세였다. 남녀 성비는 여자 100명당 남성 92.8명꼴이였다. 18세 이상으로는, 여성 100명당 남성 90.2명꼴이였다. 이 인구 조사에 따르면, 보스턴의 가구 수는 23만 9528가구이며, 이 중 22.7%는 18세 미만의 자녀가 있고, 27.4%는 결혼한 부부 2명의 세대, 16.4%는 남편이 없는 여자 세대주 가정, 51.9%는 비가족 가구였다. 전체 가구의 37.1%는 단신 가구이며, 9.1%는 혼자 사는 65세 이상 노인이였다. 가구당 평균 인원수는 2.31명, 가족의 평균 인원수는 3.17명이였다.
또한 2000년 인구 조사에 따르면, 도시의 가구당 소득의 중앙값은 3만 9629달러, 가족당 소득의 중앙값은 4만 4151달러였다. 남성의 소득은 3만 7435달러, 여성은 3만 2421달러였다. 1인당 소득은 2만 3353달러였다. 인구의 19.5%, 또한 가족 수의 15.3%가 빈곤선을 밑돌았다. 총 인구 중 18세 미만 중 25.6% 및 65세 이상 중 18.2 %가 빈곤선을 밑도는 생활 수준이였다.
2010년 미국 인구 조사에 따르면, 보스턴의 인종 구성은 53.9%가 백인 (비히스패닉계 백인은 47.0%), 24.4%가 흑인 (비히스패닉계 흑인은 22.4%), 0.2& 아메리칸 인디언, 8.9%는 아시아계, 0.0%는 하와이 원주민 및 기타 태평양 제도 출신, 1.6%가 기타, 2.4%가 혼혈이였으며, 히스패닉과 라틴계는 17.5%이다.
단일 민족 집단으로는 아일랜드계 사람들이 최대로, 인구의 15.8%를 차지한다. 그 뒤로는 이탈리아계 8.3%, 서인도 제도계 사람 6.4%로 상당히 큰 집단을 구성한다. 그 절반은 아이티계이다. 도체스터 등 지역은 지난 수십년 사이에 베트남계가 유입되어 왔다. 자메이카 플레인과 로즐린데일 같은 지구는 도미니카계 인구가 증가하고 있다.
보스턴은 LGBT의 비율이 가장 많은 도시 중 하나이다. 스스로를 동성애 또는 양성애자라고 생각하는 사람의 비율이 12.3%이며, 미국의 주요 도시 중 5위이다.

## 경제

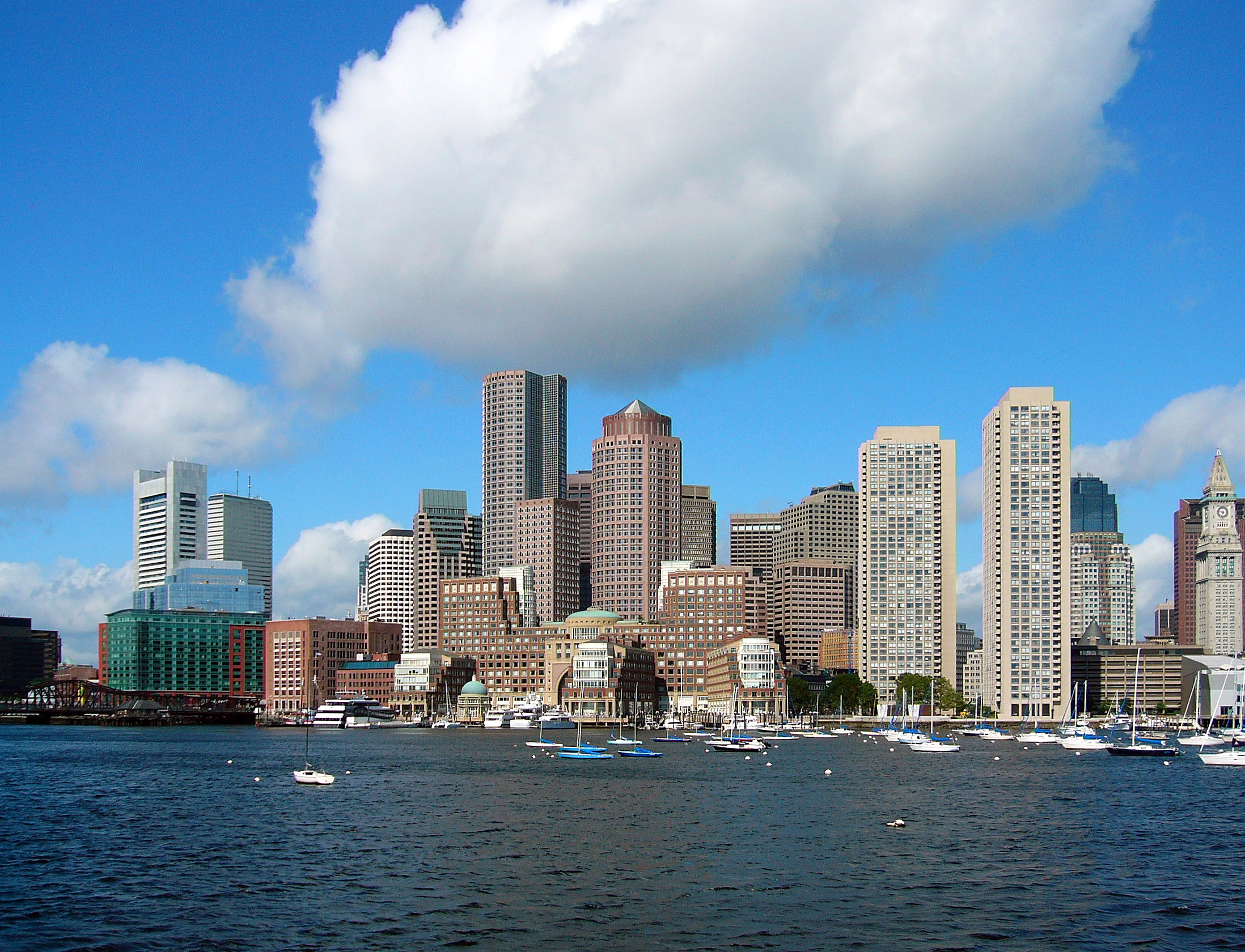
보스턴 항구에서 본 파이낸셜 디스트릭트

보스턴의 단과 및 종합 대학교는 보스턴과 주변 지역 경제에 큰 영향을 주고 있다. 대학 자체가 큰 고용을 창출뿐만 아니라 도시와 주변 지역에 첨단 산업을 불러오는 효과도 낳고 있다. 보스턴은 EMC 코퍼레이션, 아날로그 디바이스 등의 기술 기업, 비스타프린트, CSN 스토어스 등 전자 상거래 기업이 거점을 두고 있다. 밀레니엄 제약, 머크, 밀리포어, 젠자임 등 생명 공학 기업도 일대 거점이 되고 있다. 보스턴 재개발국의 2003년 보고서에 따르면 보스턴 대학에 입학한 학생들이 도시의 경제에 기여 금액은 연간 48억 달러에 달한다고 한다. 또한 보스턴이 미국 국립 보건원에서 1년에 받는 연구비 금액은 미국 전체 도시 중 최고이다.

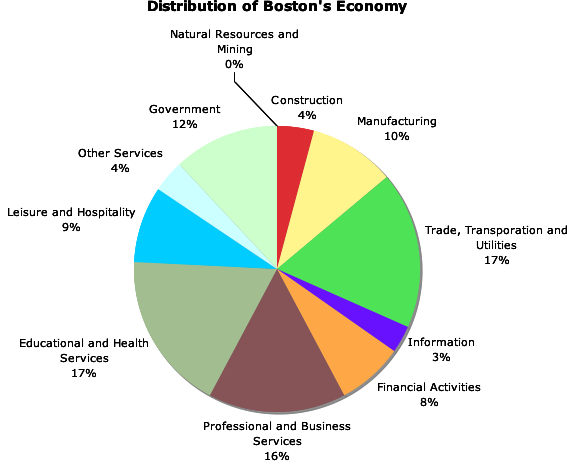
보스턴의 비농업 인구의 노동력 구성 (2004년)

관광 산업은 보스턴의 경제에 중요한 위치를 차지하고있다. 2004년에 관광객이 소비한 금액은 79억 달러이며, 보스턴은 미국에서 열 손가락에 들어가는 인기 관광지이다. 이 밖에 중요한 산업으로는 금융 서비스, 특히 투자 신탁과 보험이 있다. 보스턴에 본사를 둔 피델리티 인베스트먼트는 1980년대에 투자 신탁의 보급에 공헌하고 보스턴을 미국에서도 톱 클래스의 금융 도시로 발전시켰다. 보스턴은 뱅크 오브 아메리카와 소버린 은행 등 대형 은행의 거점이 있고, 벤처 캐피털의 중심지이기도 하다. 자산 관리 및 증권 대행 업무를 전문으로하는 스테이트 스트리트 코퍼레이션은 보스턴에 본사가 있다. 또한 보스턴은 출판 및 인쇄업의 중심지이기도 하다. 호튼 미플린 외에도 베드퍼드 세인트마틴스 프레스, 비컨 프레스, 리틀 브라운 앤 컴퍼니는 시내에 본사를 두고 있다. 피어슨 PLC의 출판부도 보스턴에서 수백명을 고용하고있다. 보스턴은 주도이자 연방 정부의 지역 거점도 있기 때문에, 법률 및 정부 부문 도시의 경제의 중요한 요소가 되고 있다.
시내에 본사를 둔 대기업으로는 리버티 뮤추얼 보험 회사, 질레트 (현재는 프록터 앤 갬블이 보유), 반도체 기타 전자 시험 장비 업체인 테라다인 등도 있다. 뉴밸런스와 컨버스도 시내에 본사를 두고 있다. 경영 컨설팅 회사 보스턴 컨설팅 그룹, 모니터 그룹, 베인 앤 컴퍼니, 사모펀드 그룹인 베인 캐피털도 있다. 시외 지역, 특히, 주도 128호선에 있는 대기업도 있다. 128호선이 지역의 하이테크 산업의 중심지로서의 역할을 하고 있다. 2006년, 이 지역은 19만 1700명의 하이테크 산업 종사자를 보유하고 미국에서 4번째 사이버시티로 선정됐다. 이를 웃도는 도시는 뉴욕 대도시권, 워싱턴 D.C. 수도권, 실리콘밸리 뿐이다. 보스턴 항은 미국 동해안의 주요 항구이자 서반구에서 가장 오래된 운영된 공업항이자 어항이기도 하다.

## 문화
보스턴의 문화적 전통은 주위의 뉴잉글랜드 전체와 많은 점에서 공통점이 있다. 동쪽 뉴잉글랜드인 해산물, 소금, 유제품에 중점을 둔 지역 요리도 그러하다. 보스턴의 정치적 · 종교적 풍토는 아일랜드계 미국인이 끼친 영향이 크다. 또한 보스턴은 "보스턴 슬랭"이라는 신조어가 있다. 보스턴의 문화적 풍토는 높이 평가되고 있으며, 그 이유 중 하나는 학문적 명성에 있다. 보스턴의 문화는 대학에서 발표하는 부분이 크다.

### 음악

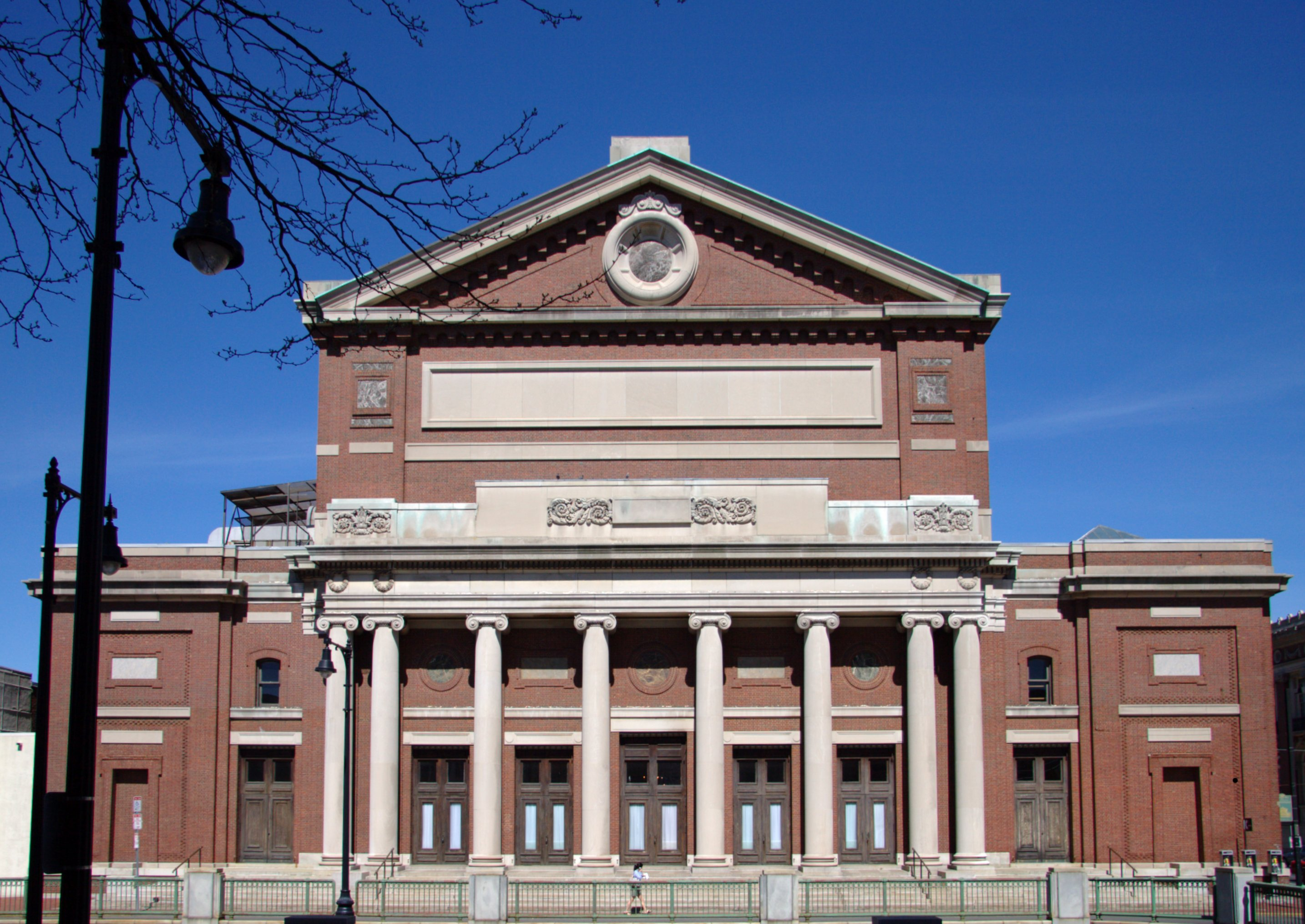
심포니 홀. 보스턴 교향악단과 보스턴 팝스 오케스트라가 공연한다.

시내에는 커틀러 마제스틱 극장, 보스턴 오페라 하우스, 시티 공연 예술 센터 등 여러 극장이 있다. 유명한 예술 단체로는 보스턴 교향악단, 보스턴 발레, 보스턴 팝스 오케스트라, 셀러브리티 시리즈 오브 보스턴, 보스턴 초기 음악제, 보스턴 리릭 오페라 등이 있으며, 미국에서 가장 오래된 합창대 중 하나인 핸델 앤 하이든 소사이어티도 있다. 매년 큰 이벤트도 많이있어 그믐날의 퍼스트 나이트, 크리스토퍼 콜럼버스 워터프론트 공원에서 열리는 보스턴 예술제 가톨릭 성인들을 기리고 노스엔드에서 열리는 이탈리아 여름 제례가 있다. 또한 독립 기념일 전후의 기간은 6일간의 하버 페스트 축제와 찰스 강 양안의 불꽃과 함께 열리는 보스턴 팝스 오케스트라의 콘서트 등 여러 이벤트가 진행된다.

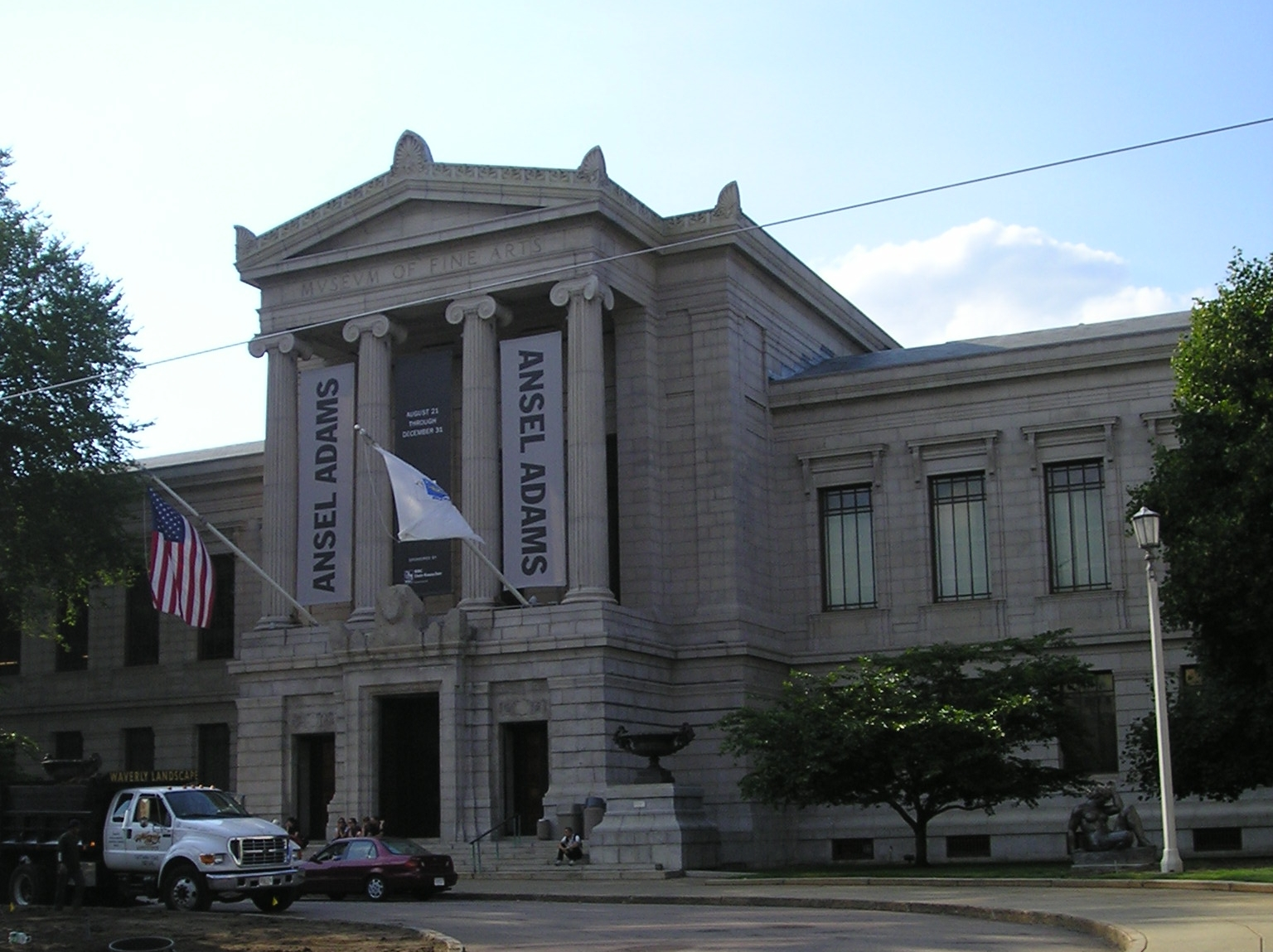
보스턴 미술관

보스턴은 하드코어 펑크 음악의 발상지의 하나이기도 하다. 보스턴의 음악가들은 오랜 세월이 장르의 음악에 큰 공헌을 해왔다. 보스턴은 1990년대에 로컬 서드 웨이브 스카와 스카 펑크의 선진지가 되었다. 그 음악 씬을 리드한 것이 더 마이티 마이티 보스톤스와 더 올스터니언스와 같은 밴드였다. 1980년대 하드 코어 펑크 록을 모은 앨범 This Is Boston, Not LA는 이 장르의 주인공이 된 밴드들에 초점을 맞추고 있다. 더 채널, 올 스턴 지역의 The Rathskeller와 같은 나이트 클럽은 지역의 펑크 록 밴드와 먼 도시에서 온 밴드가 모두 연주하는 것으로 알려져 있었다. 현재는 이러한 나이트 클럽은 젠트리피케이션 등으로 인해 폐쇄되고 있다.

### 관광

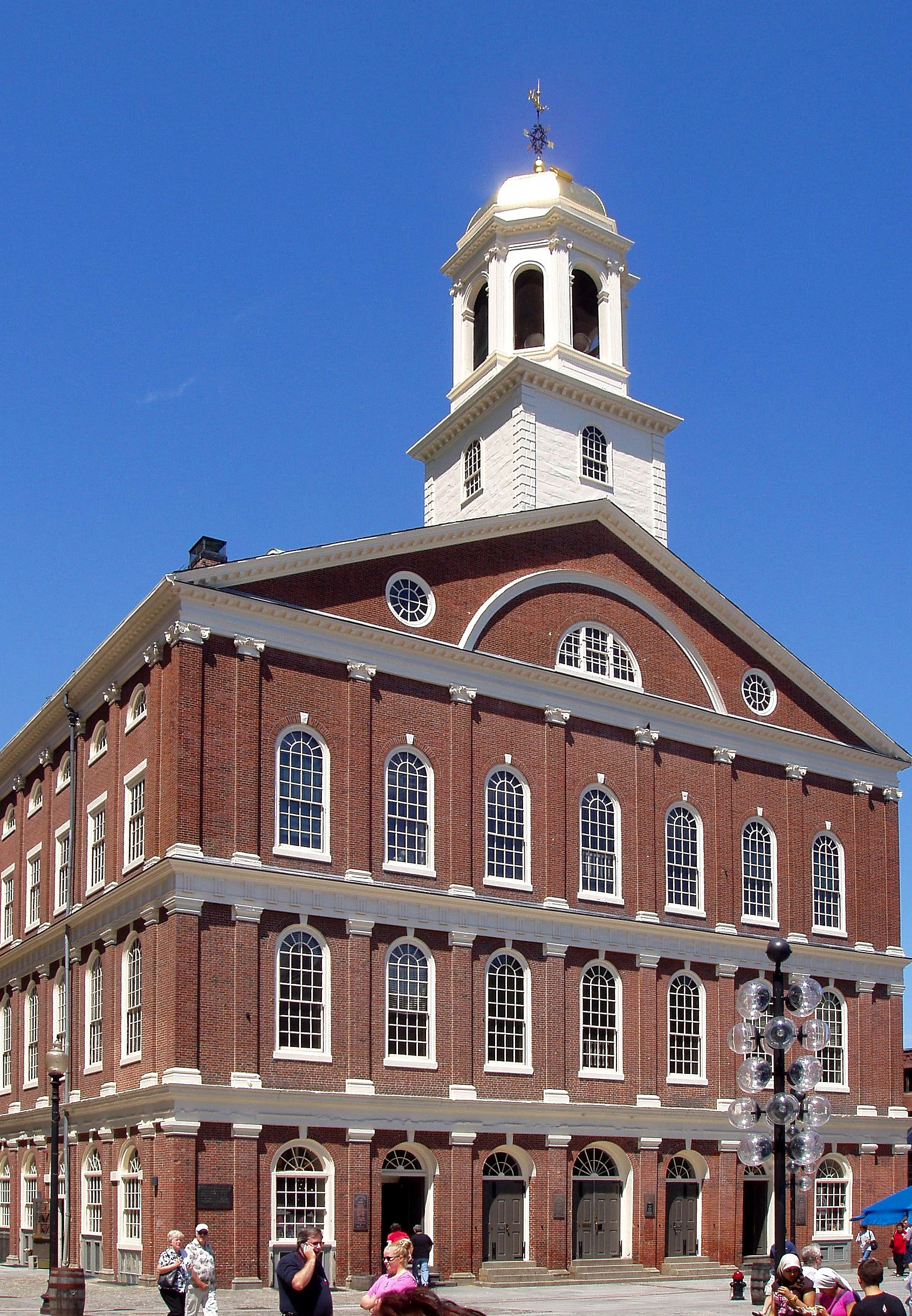
패늘 홀. 미국 독립 전쟁에서 큰 역할을 하였으며, "자유의 요람"이라고 불리기도 한다. 프리덤 트레일이라는 산책로 중에서도 유명한 명소이다.

보스턴에는 유명한 미술관도 몇 개있다. 보스턴 미술관, 이사벨라 스튜어트 가드너 미술관 등이다. 2006년 12월, 현대 미술 협회가 백베이에 Diller Scofidio + Renfro사가 디자인한 항만 지역의 건물로 이전했다. 컬럼비아 포인트에 있는 매사추세츠 대학교의 캠퍼스에는 존 F. 케네디 도서관이 있다. 미국에서 가장 오래된 독립 도서관 중 하나인 보스턴 도서관, 보스턴 어린이 박물관, 블루 앤 핀치 펍, 보스턴 과학 박물관, 뉴잉글랜드 수족관이 시내에 있다.
보스턴은 미국 독립 전쟁에서 큰 역할을 하기 때문에 이 시기 유적지의 일부는 보스턴 국립 역사 공원의 일부로 저장되어 있다. 대부분은 "프리덤 트레일"라는 경로를 따라 걸으면 돌아볼 수있다. 프리덤 트레일은 지상에 빨간 선이 그어진 약 4km의 관광로이며, 보스턴 커먼에서 시작하여, 매사추세츠주 의사당, 파크 스트리트 교회, 올드 사우스 집회소, 보스턴 학살 사건 터, 올드 노스 교회, 찰스 타운의 벙커 힐 기념탑 등, 16개의 공식적인 관광지터를 둘러싸고 있다. 패늘 홀 근처의 퀸시 마켓에는 쇼핑, 식사, 각종 이벤트를 즐길 수 있어 관광객과 시민이 모이는 장소가 되고 있으며, 연간 1800만명 이상이 이곳을 찾는다.

### 악센트
영어의 "보스턴 악센트"는 미국에서 케네디 일가와 하버드 졸업생의 말투로 자주 패러디의 대상이 되고 있다. 음절 끝이나 자음 앞의 / r /는 발음하지 않는다. 또한 열린 a 소리를 / ɑ ː /로 사용하기 때문에 "bath"라는 단어가 "bahth"처럼 들린다. 보스턴 영어로는 "wicked"("매우"의 의미), "frappe"(아이스크림으로 만든 밀크 쉐이크) 등 많은 독특한 어휘가 있다. 보스턴 초기의 많은 이주민이 잉글랜드 이스트앵글이나 링컨셔 출신이었기 때문에, 17세기 이 지역에서 / r /을 발음하지 않는 말투가 현재 보스턴 억양의 기원이다.

### 음식
보스턴의 요리는 다른 뉴잉글랜드 요리뿐만 아니라 해산물과 유제품에 중점을 두고 있다. 뉴잉글랜드 클램 차우더, 피시 앤 칩스, 랍스터 등이 유명하다. 보스턴에는 다양한 민족 식당 등 많은 레스토랑이있다. 유니언 오이스터 하우스는 미국에서 가장 오래된 (1826년 이후) 레스토랑이다. 패늘 홀 시장의 일부인 퀸시 마켓에는 다양한 레스토랑과 식품점이있다. 차이나타운에는 많은 아시아 식당, 빵집, 상점이있다. 근처에는 딤섬 레스토랑 외에도 일본, 한국, 태국 요리 레스토랑도 있다. 노스엔드 지역에서는 다양한 이탈리아 요리 레스토랑, 피자 가게, 빵 가게가 있다. 뉴베리 스트리트에는 많은 민족 요리를 취급하는 스트리트 카페가 있다. 한편, 코플리 광장에서는 프루덴셜 타워의 푸드 코트 등 많은 레스토랑이 있다. 그곳은 리걸 시 푸즈 (뉴잉글랜드의 해산물을 제공하는 조직)의 본거지이기도 하다.

## 대중 매체
신문
보스턴 글로브 (뉴욕 타임스사가 소유)와 보스턴 헤럴드는 보스턴의 2대 일간지이다. 제3의 일간지 크리스천 사이언스 모니터 신문은 보스턴에서 편집되어 미국 각지의 인쇄소에서 인쇄가 진행되고 있다. 기타 출판물로는 보스턴 피닉스, 보스턴 매거진, 임프로퍼 보스토니언, 보스턴스 위클리 디그 및 메트로 보스턴 버전이 있다. 보스턴 글로브는 공립 고등학교를 위한 청소년 잡지도 발간하고 있다. 틴스 인 프린트 (TiP)는 시내의 청소년들에 의해 작성되어, 1학년 동안 4회 발간되는 신문이다.
라디오
보스턴의 방송 시장은 뉴잉글랜드에서 최대이며, 특히 라디오 시장은 미국에서 11위의 규모이다. 주요 AM 방송국은 토크 라디오 방송국 WRKO (680 kHz), 스포츠 및 토크 WEEI (850 kHz), 뉴스 WBZ (1030 kHz)가 있다. 다양한 FM 방송국도 방송을 실시하고, 내셔널 퍼블릭 라디오 (NPR) 국이다, WBUR과 WGBH 등이 있다. 대학 운영의 라디오 방송국으로 WERS (에머슨 대학), WHRB (하버드 대학), WUMB (매사추세츠 대학교 보스턴 캠퍼스), WMBR (MIT), WZBC (보스턴 칼리지), WMFO (터프츠 대학), WBRS (브랜다이스 대학), WTBU (보스턴 대학, 그러나 캠퍼스와 웹에서만), WRBB (노스이스턴 대학), WMLN (커리 대학)이 있다.
텔레비전
보스턴의 TV 방송권은 뉴햄프셔 맨체스터 포함하여 미국 7위의 규모이다. WBZ (CBS 계열), WCVB (ABC 계열), WHDH (NBC 계열), WFXT (FOX 계열), WUNI (유니비전 계열), WLVI (CW 텔레비전 네트워크) 등 주요 TV 네트워크국은 모든 방송을 하고있다. 이 밖에 공공 방송 서비스 (PBS) 넷 방송국, WGBH도 보스턴에 위치하여, PBS의 많은 프로그램을 제작하고 있다. PBS는 자매 기관으로 WGBX도 운영하고있다. 보스턴 방송국의 대부분은 송신기를 니덤과 뉴턴 근처에 두고 있다.

## 스포츠

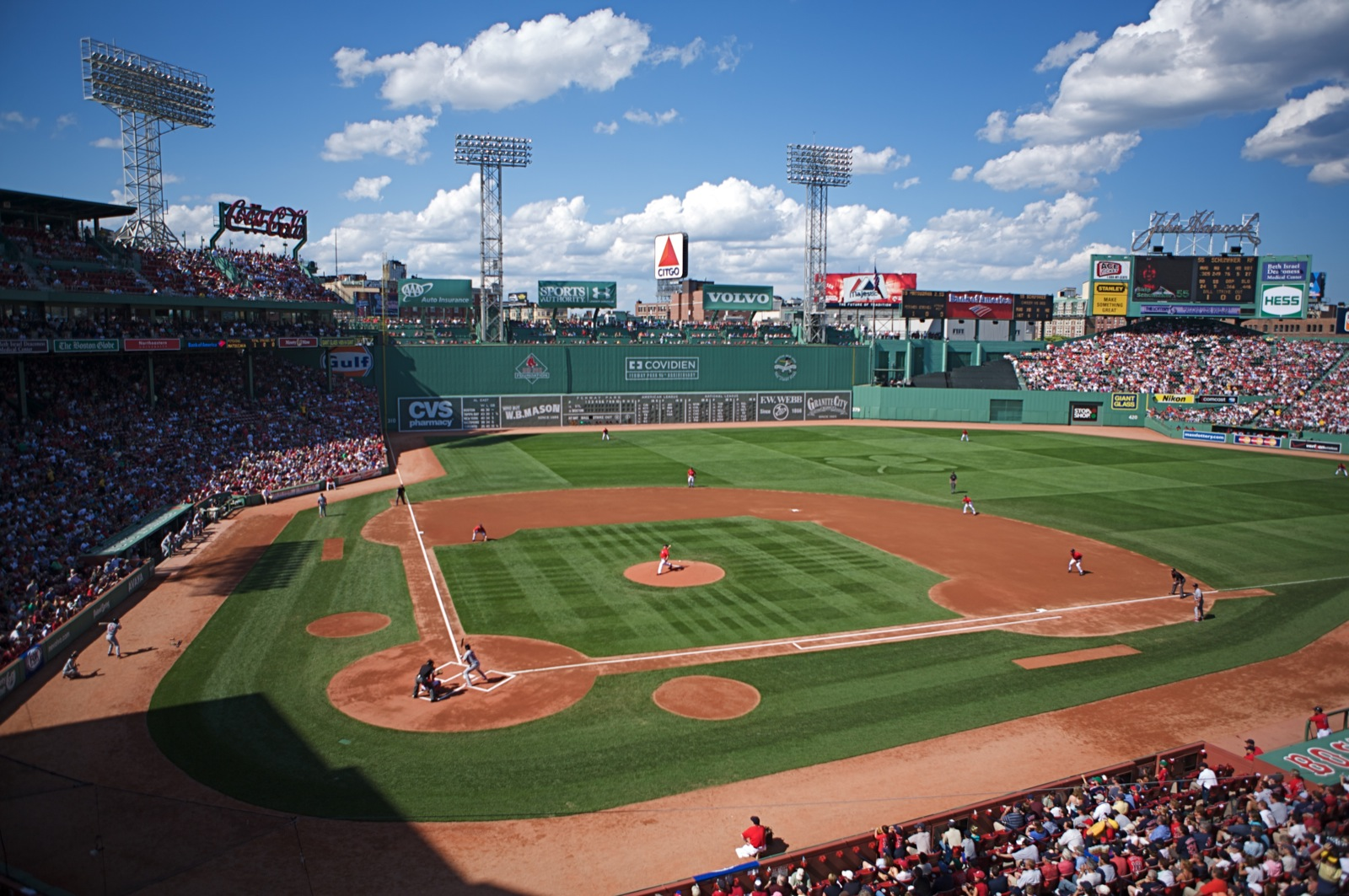
보스턴 레드삭스의 경기 (2008년, 펜웨이 파크)

보스턴 레드삭스는 메이저 리그 베이스볼 (MLB) 아메리칸 리그 출범 당시 (1901년)의 멤버이다. 홈 게임은 펜 웨이 지구 켄모어 스퀘어 근처의 펜웨이 파크에서 열린다. 이 구장은 1912년 건설되었으며, 미국에서 현재 사용되는 스포츠 아레나 경기장 중 가장 역사가 있다.
보스턴은 1903년에 현대 월드 시리즈의 첫 경기가 열린 장소이기도 하다. 이때 경기를 한 팀은, 아메리칸 리그 챔피언인 보스턴 레드삭스와 내셔널 리그의 챔피언 피츠버그 파이리츠였다. 레드삭스는 1903년 당시 "보스턴 필그림스"라는 이름이였다는 설이 있지만, 이것은 근거가 없는 것 같다. 보스턴 최초의 프로 야구 팀은 레드 스토킹스이며, 1871년 내셔널 리그의 창립 멤버였다. 1883년부터 빈 이터스와 이름을 바꾸어 1911년까지 활약하였으며, 1912년부터 보스턴 브레이브스로 이름을 바꾸었지만, 1952년 시즌이 끝난 뒤 밀워키로 이전했다. 1966년 애틀랜타로 다시 이전하면서 현재의 애틀랜타 브레이브스가 되었다.

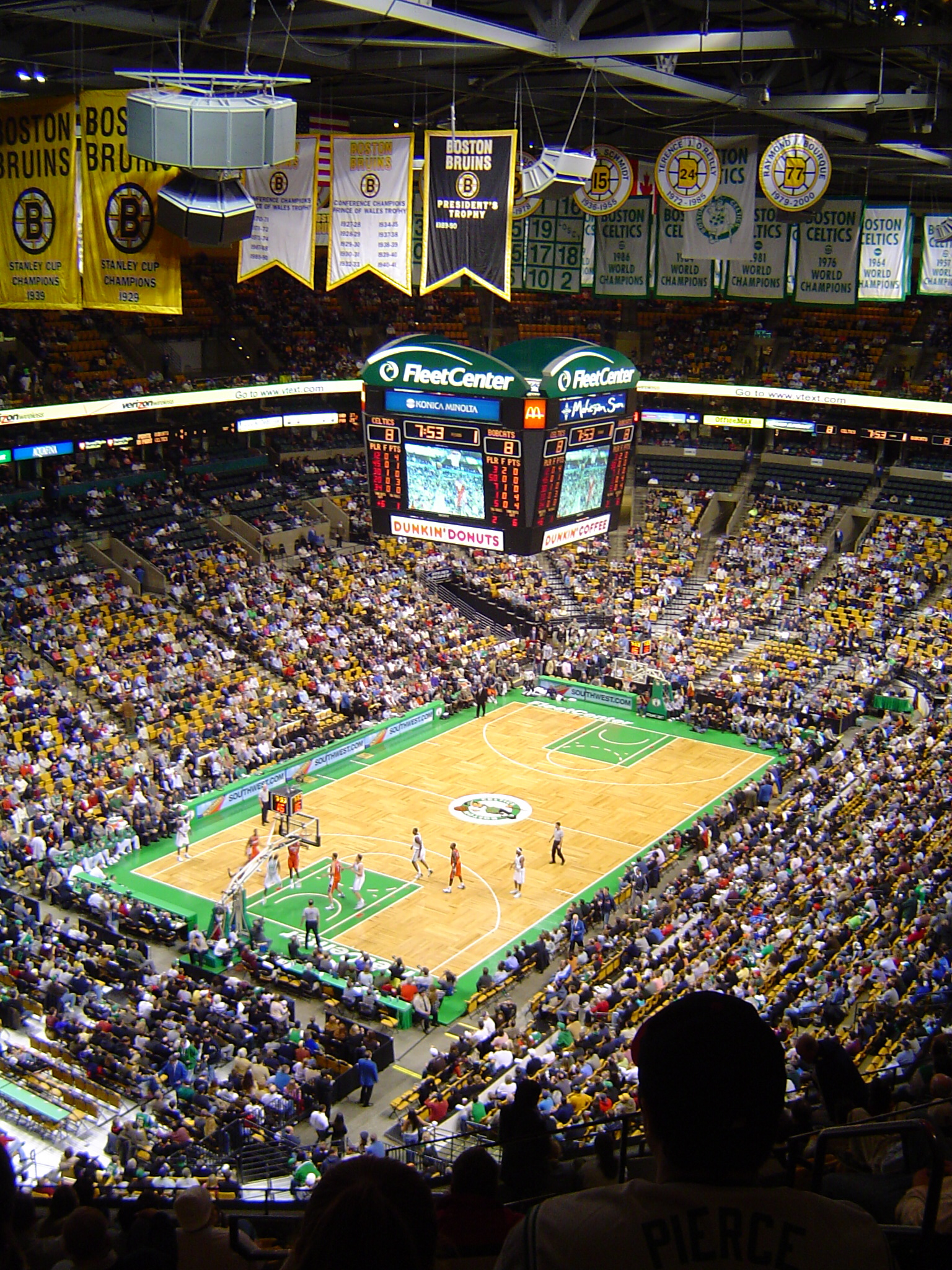
보스턴 셀틱스의 경기 (2004년, TD 가든)

보스턴 노스 스테이션에 인접한 TD 가든은 세 개의 메이저 리그 팀의 본거지이다. 내셔널 라크로스 리그의 보스턴 블레이저스, 내셔널 하키 리그 (NHL)의 보스턴 브루인스, 그리고 NBA의 보스턴 셀틱스이다. 이 경기장은 농구 시합 회장에 1만 8624석, 아이스 하키 경기장에는 1만 7565석 규모이다. 브루인스는 NHL의 미국 최초의 멤버이며, 오리지널 식스의 프랜차이즈이다. 셀틱스는 농구 협회 오브 아메리카의 창립 멤버이다. 셀틱스는 1957년부터 2008년까지 17번 우승하고 다른 NBA 팀보다 획득한 타이틀 수에서 뛰어나다.
미식축구팀인 뉴잉글랜드 패트리어츠는 1971년부터 교외 지역인 폭스버러에서 경기했는데, 원래는 1960년에 보스턴 패트리어츠라는 이름으로 결성된 팀이다. 아메리칸 풋볼 리그 (AFL)의 창립 멤버이며, 1970년에 내셔널 풋볼 리그 (NFL)에 가입했다. 슈퍼볼에서 2001년, 2003년, 2004년과 3번 타이틀을 쟁취하였다. 패트리어츠는 메이저 리그 축구 뉴잉글랜드 레벌루션과 함께 질레트 스타디움을 사용하고 있다.
이렇게 각각 긴 역사를 가진 각 팀이지만, 1986년에 셀틱스가 NBA 챔피언을 한 이후 보스턴은 오랫동안 미국 4대 스포츠와는 점점 멀어지고 있었다. 그러나 2001년 시즌에 패트리어츠가 팀 사상 첫 슈퍼볼 우승을 달성하면서, 이를 시작으로 2004년 레드삭스가 85년만의 월드 시리즈 우승, 2008년에 셀틱스가 21 시즌만에 NBA 파이널 우승을 달성하였다. 그리고 2011년에 브루인스가 1972년 이후 무려 39년 만에 스탠리컵을 제패하였다. 이것은 보스턴에 21세기 이후 10년간 7번째 미국 4대 스포츠의 타이틀이 되었다. 또한 이 결과, 보스턴에 프랜차이즈를 둔 미국 4대 스포츠 모든 팀이 단 8년 동안 각 리그를 모두 제패한 것이되고, 이는 어느 도시도 이룬 적이없는 미국 사상 최초의 쾌거가 되었다. 이처럼 보스턴은 21세기 이후 미국 4대 스포츠에서 눈부신 성적을 거두고 있다.

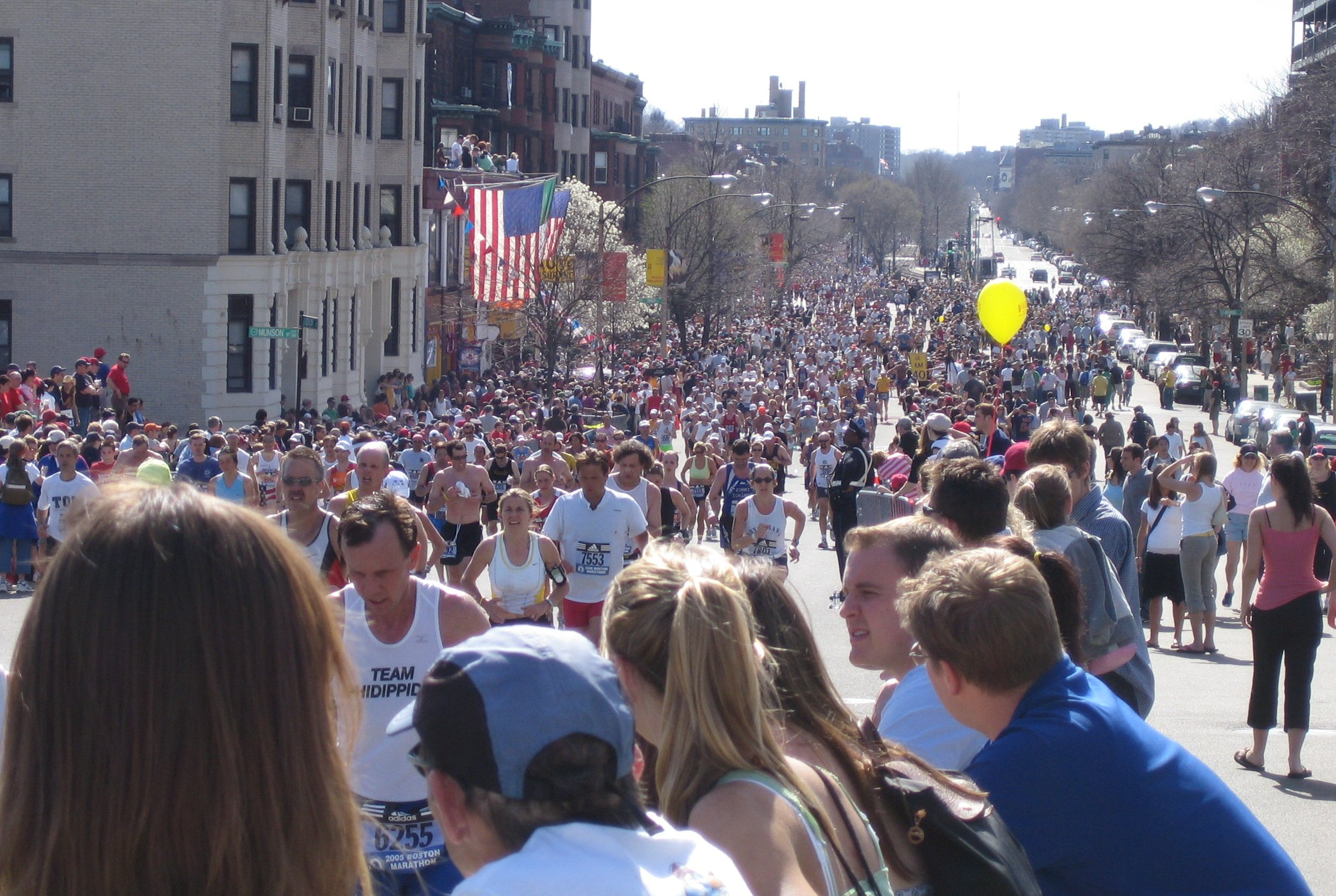
보스턴 마라톤 (2005년)

보스턴의 많은 단과 및 종합 대학이 대학 스포츠에서 활약하고 있다. 시내에는 미국 대학 체육 협회 (NCAA) 디비전 I 소속 학교가 네 개있다. 보스턴 칼리지 (애틀랜틱 코스트 컨퍼런스 가맹), 보스턴 대학교 (미국 동부 컨퍼런스 가맹), 노스이스턴 대학교 (콜로니얼 체육 협회 가맹), 하버드 대학교 (아이비 리그 가맹)이다. ECAC 하키에 속하는 하버드를 제외한 3곳은 하키 이스트 컨퍼런스에 속한다. 이러한 4 대학 하키팀은 매년 "빈폿 토너먼트"라는 토너먼트에서 한자리에 모인다. 게임은 TD 가든에서 2월의 월요일 밤에 시작된다.
보스턴에서 가장 유명한 스포츠 이벤트 중 하나가 보스턴 마라톤이며 홉킨턴에서 백베이의 코플리 스퀘어까지 42.195km를 달린다. 이 마라톤은 세계에서 가장 역사가 있고 참가자도 많다. 레이스는 4월 애국 기념일에 행해지며, 레드삭스의 홈 게임도 오전 11시 05분에 시작된다. 정오 전에 시작하는 메이저 리그 야구 경기는 1년 중 이 때만이다. 도시에서 열리는 또 하나의 큰 이벤트가 찰스 강 보트 레이스 레이스 헤드 오브 찰스 레가타이다.
| 팀                    | 리그  | 스포츠          | 연고지                 | 창설 | 우승 경력                             |
| --------------------- | ----- | --------------- | ---------------------- | ---- | ------------------------------------- |
| 보스턴 브루인스       | NHL   | 아이스하키      | TD 가든                | 1924 | 스탠리 컵 (6)                         |
| 보스턴 셀틱스         | NBA   | 농구            | TD 가든                | 1946 | NBA 타이틀 (17)                       |
| 보스턴 레드삭스       | MLB   | 야구            | 펜웨이 파크            | 1901 | 월드 시리즈 타이틀 (7) AL 페넌트 (12) |
| 뉴잉글랜드 패트리어츠 | NFL   | 미식축구        | 질레트 스타디움        | 1960 | 슈퍼볼 타이틀 (5) AFC 챔피언십 (7)    |
| 뉴잉글랜드 레벌루션   | MLS   | 축구            | 질레트 스타디움        | 1995 | U.S. 오픈컵 (1) 수페르리가 (1)        |
| 보스턴 블레이저스     | NLL   | 라크로스 (실내) | TD 가든                | 2008 |                                       |
| 보스턴 브레이커스     | WPS   | 축구            | 하버드 스타디움        | 2001 |                                       |
| 보스턴 캐넌스         | MLL   | 라크로스 (실외) | 하버드 스타디움        | 2001 | 스타인펠드컵 (1)                      |
| 보스턴 아즈텍         | WPSL  | 축구            | 에임즈베리 스포츠 파크 | 2005 | WPSL 타이틀 (1)                       |
| 보스턴 서틴스         | AMNRL | 럭비            | 스타인브레너 스타디움  | 2009 |                                       |
| 보스턴 밀리티아       | WFA   | 미식축구        | 딜보이 스타디움        | 2008 | 챔피언십 (2)                          |
| 뉴잉글랜드 립타이드   | NPF   | 소프트볼        | 마틴 소프트 필드       | 2004 | 콜스컵 (1)                            |

## 정부 기관

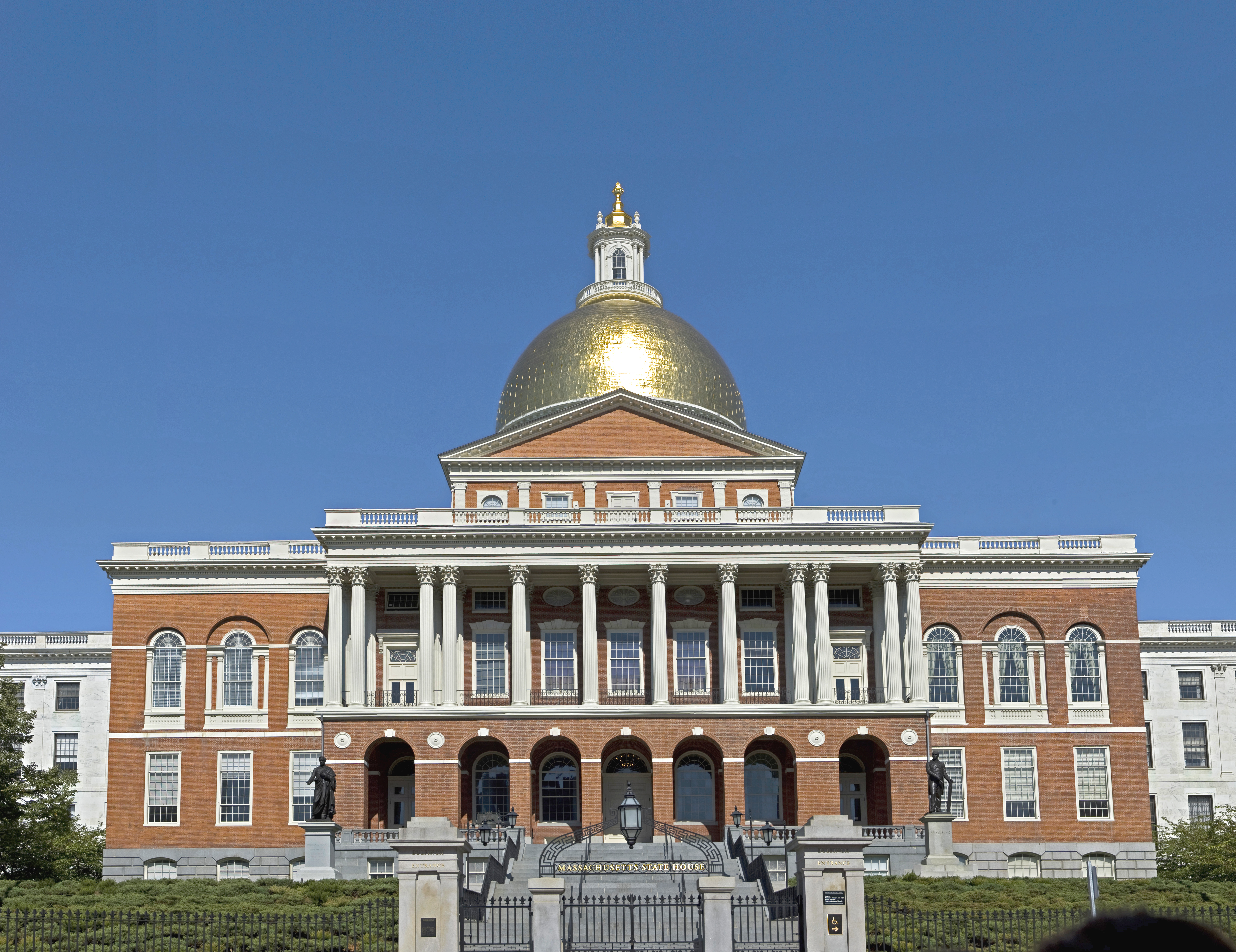
매사추세츠주 의사당

보스턴은 시장에게 강한 행정 권한을 부여하는 스트롱 메이어제(strong mayor)를 취하고있다. 시장은 다수 투표제에서 4년 임기로 선출된다. 현 시장은 토머스 메니노이다. 시 의회는 2년마다 새로 선출된다. 선거구 의석이 9개로, 각각 해당 선거구의 주민들 다수 투표로 선출되며, 전체 선출 의석이 네 개가 있다. 유권자는 전체 선출 참사관에게 4표까지 투자할 수 있지만, 1 명의 후보자에 대해서는 1 표까지이다. 득표 수의 합계가 가장 많은 사람 4명이 당선된다. 협의회 회장은 평의원 중에서 호선으로 선출된다. 보스턴 공립 학교위원회는 시장에 의해 임명된다. 보스턴 재개발국과 지구 심판위원회 (시장에게 임명된 7명의 합의체)가 토지 이용 계획에 대한 책임을 나누어 가진다.
시 정부 기관과는 별도로 매사추세츠 환경 보전 레크리에이션국, 보스턴 보건위원회, 매사추세츠 항만공단 등 많은 위원회와 주 정부 기관이 있다. 이러한 기관들은 보스턴 시민의 생활에 관계를 가지고 있다. 매사추세츠주의 주도로 보스턴은 국가의 정치에 중요한 역할을 담당하고있다. 또한 존 F. 케네디 연방 사무실 건물과 토머스 P. 오닐 연방 빌딩 등 미국 연방 정부의 관련 시설도 일부있다. 또한 연방 제 1순회구 항소 법원, 연방 매사추세츠 지역 법원도 있다. 보스턴 연방 준비 은행 (연방 준비 은행의 제 1지구)의 본부도 있다. 연방 하원 매사추세츠 제8 선거구와 제9 선거구에 포함된다.

### 치안 및 범죄
보스턴은 1990년대 초부터 강력 범죄는 격감하고 있다. 20세기 말부터 21세기 초에 걸쳐 범죄율이 낮은 것은, 연방 및 지역 검찰청의 노력뿐만 아니라 소년이 갱단에 들어가는 것을 막기 위해 보스턴 경찰의 주민 그룹과 교회구 사이의 협력 태세 덕분이라고 생각되고 있다. 이것은 "보스턴의 기적"이라는 말로 불리고 있다. 살인 사건 수는 1990년 152건 (인구 10만명당 26.5건)에서 1999년에는 불과 31건 (인구 10만명당 5.26건)으로 감소하였으며, 소년에 의한 살인 사건은 0건이였다.
그러나 2000년대에는 매년 살인 사건 수는 전년 대비 ± 50% 수준에서 크게 변화하고, 2002년에는 60건, 2003년에는 불과 39건, 2004년 64건, 2005년에는 75건이었다. 이 건수는 1990년의 최고 수준에서 보면 매우 낮지만, 살인 사건 수의 큰 변동은 많은 보스턴 시민을 불안하게 하고, 보스턴 경찰은 범죄율을 낮출 방법에 대해 논쟁이 되고 있다.

## 교육

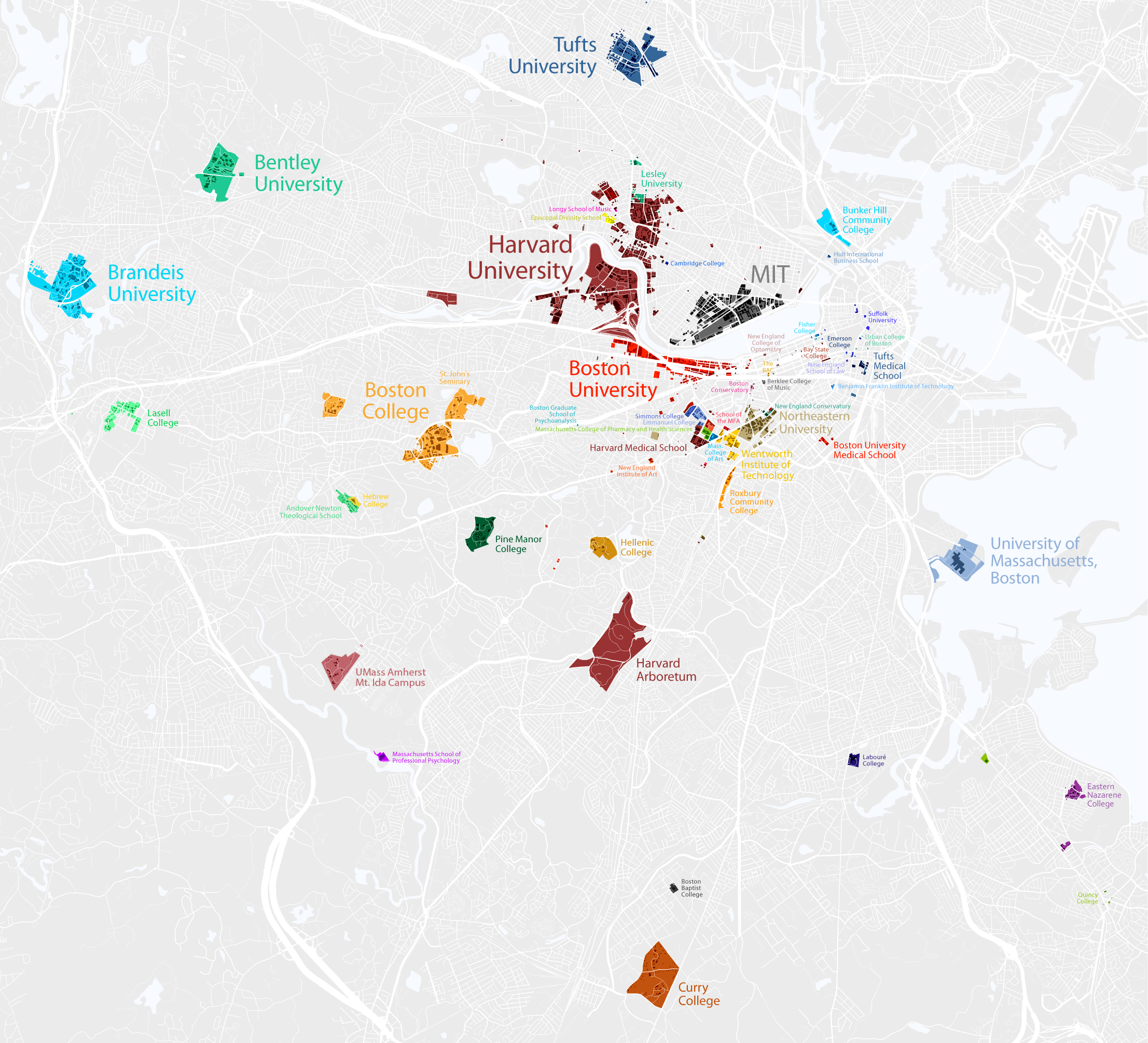
보스턴 중심부의 대학 분포

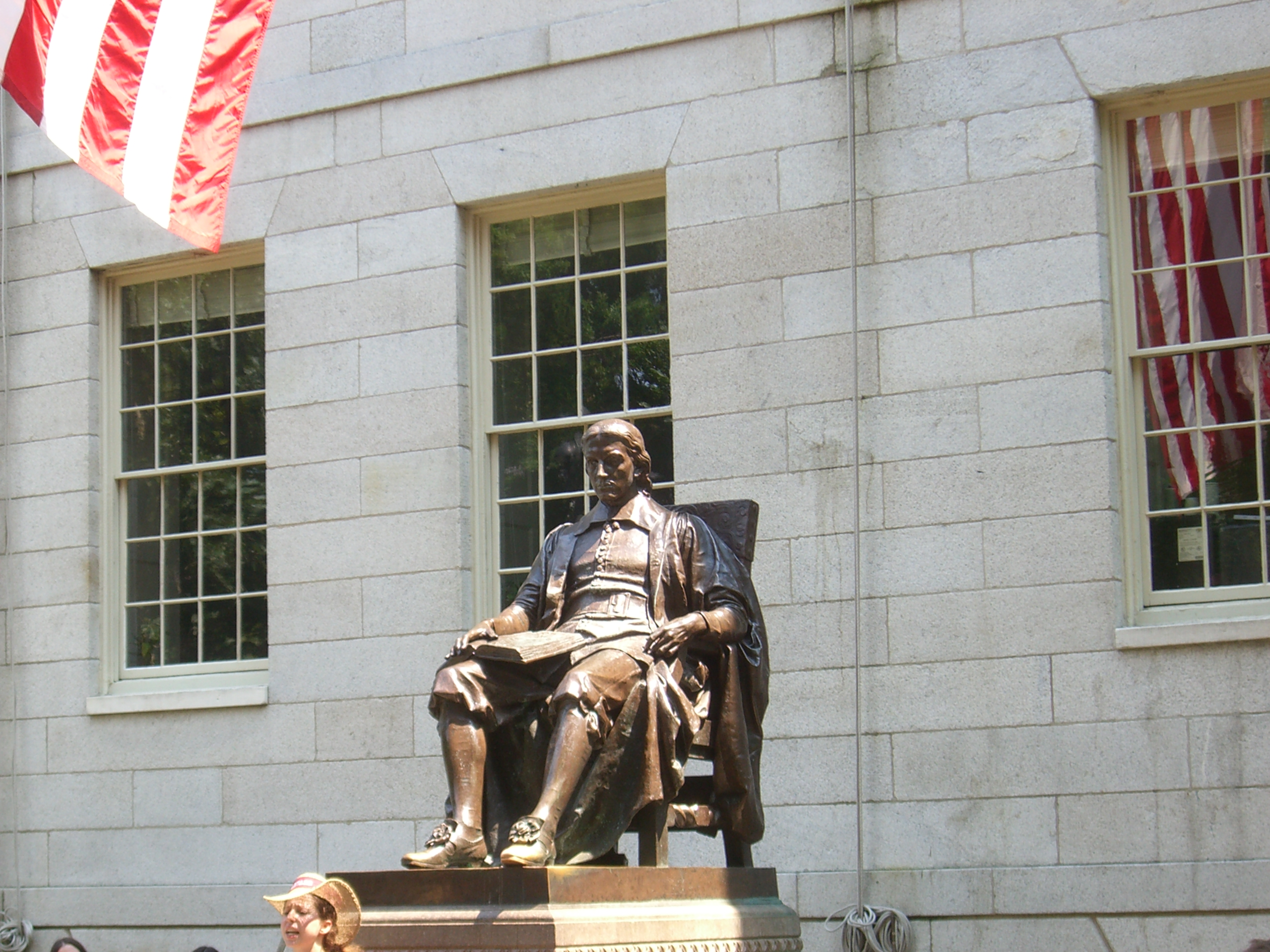
하버드 대학교

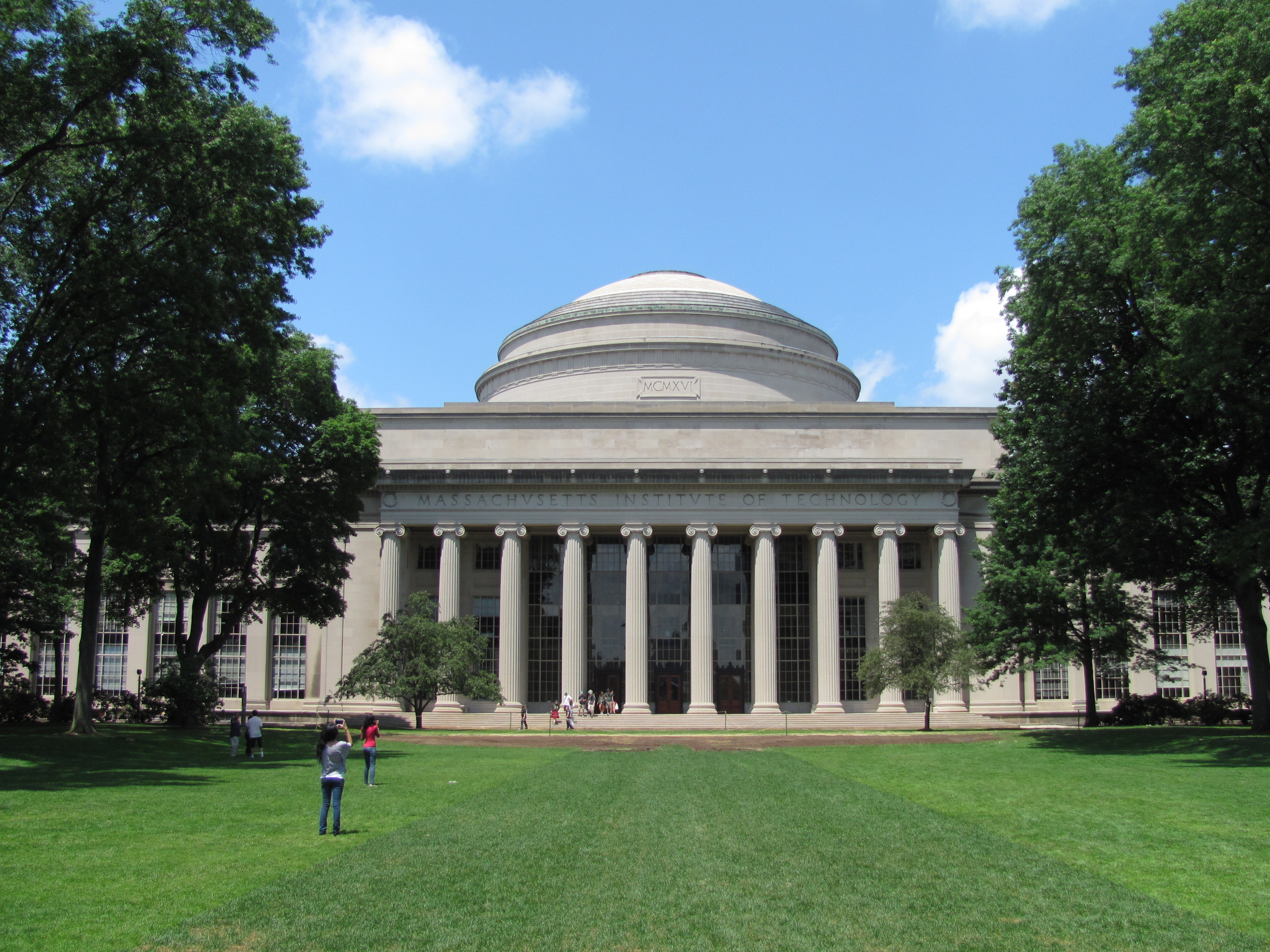
매사추세츠 공과대학교

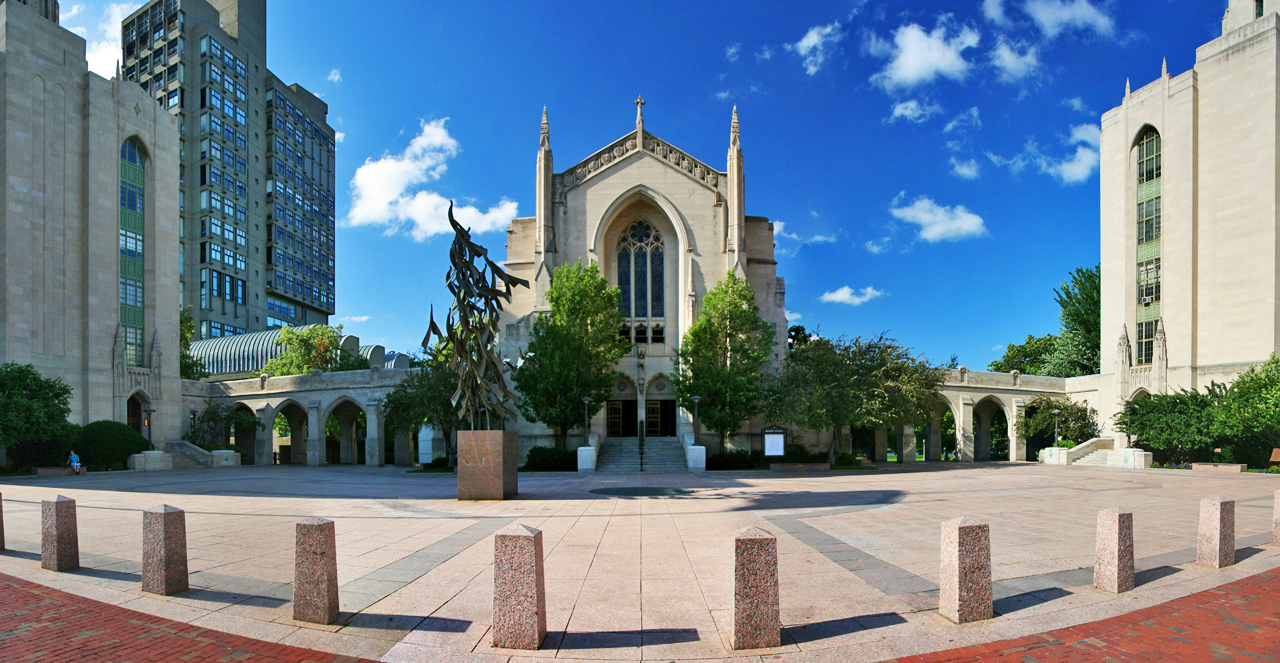
보스턴 대학교

보스턴은 "미국의 아테네"라는 명성을 얻고 있으며, 이것은 보스턴 대도시권 내에 있는 100개 이상의 단과 · 종합 대학의 교육 · 연구 활동에 힘 입은 바 크다. 보스턴과 케임브리지만으로도 대학에 다니는 학생은 25만명을 넘는다. 보스턴 시내에 있는 보스턴 대학교는 보스턴에서 4번째로 많은 고용인이 있어 큰 지위를 차지하고 있다. 캠퍼스는 찰스 강 커먼웰스 애비뉴에 있으며. 의대는 사우스 엔드 지역에 있다. 또 다른 큰 사립 대학인 노스이스턴 대학교, 펜웨이 지구에 위치하고 있으며 특히 비즈니스 스쿨과 보건 과학 대학, 협동 교육 프로그램이 유명하다. 휘록 칼리지, 매사추세츠 예술 디자인 대학, 사이먼스 대학교, 이매뉴얼 칼리지, 매사추세츠 약학 보건 과학 대학교, 웬트워스 기술 대학교는 칼리지스 오브 더 펜웨이의 창립 멤버이며, 노스이스턴 대학교에 인접해 있다. 소규모 사립 대학인 서퍽 대학교는 로스쿨로 잘 알려져 있으며, 비컨힐 지역에 있다. 뉴잉글랜드 로스쿨은 시어터 지구에 있는 소규모 사립 로스쿨로, 원래는 미국 유일의 여성 전용 로스쿨로 설립되었다. 에머슨 대학교는 소규모 사립 단과 대학으로, 공연 예술, 언론, 저술, 영화 분야에서 높은 평가를 받고 있다. 에머슨 대학교는 보스턴 커먼 근처에 있다. 보스턴 칼리지는 원래 캠퍼스는 사우스 보스턴에 있었지만, 보스턴 (브라이턴 지구)과 뉴턴의 경계를 넘는 장소로 이전했다. 보스턴 칼리지는 보스턴 가톨릭 대주교 관구에서 인접 토지를 구입한 이후 브라이턴 지역으로 확장하고 있다.
보스턴에는 보스턴 예술 학교, 매사추세츠 미술 대학교, 뉴잉글랜드 예술 디자인 학교 (서퍽 대학교의 일부), 뉴잉글랜드 음악 학교 (미국에서 가장 오래된 독립 음악 학교), 보스턴 음악 학교, 버클리 음악 대학 등 음악 학교와 미술 학교가 일부 있다. 보스턴에 있는 공립 대학은 도체스터 컬럼비아 포인트에 있는 매사추세츠 대학교 보스턴 캠퍼스 한 곳이며, 다른 커뮤니티 칼리지로 록스베리 커뮤니티 칼리지와 벙커힐 커뮤니티 칼리지가 있다.
보스턴 시내에는 지역의 일부 대학의 시설이 많이 존재한다. 하버드 대학교는 미국에서 가장 오래된, 그리고 가장 유명한 대학교라고 해도 좋을 고등 교육 기관이며, 보스턴에서 찰스 강을 건너서 케임브리지에 있다. 하버드 대학교의 비즈니스 스쿨과 메디컬 스쿨은 보스턴에 있으며, 보스턴 올스턴 지역으로 확장 계획도 있다. 매사추세츠 공과대학교 (MIT)는 원래 보스턴에서 탄생하고 오랫동안 "보스턴 테크"라고 불리었지만, 1916년에 강을 건너 케임브리지로 이전했다. 터프츠 대학교는 터프츠 메디컬 센터 옆에 의료 · 덴탈 스쿨을 운영하고 있다.
보스턴의 공립학교는 미국에서 가장 오래된 공립 학교 제도이며, 유치원에서 12학년까지 5만 7000명의 학생들이 입학하고 있다. 공립학교는 145개교로 구성된다. 그 중에서도 보스턴 라틴 스쿨은 1635년에 설립된 미국에서 가장 오래된 공립 학교이다. 또한 잉글리시 고등학교는 1821년에 설립된 가장 오래된 고등학교이며, 매서 학교는 1639년에 설립된 가장 오래된 초등학교이다. 소수 인종의 학생 3000명이, METCO 사업으로 교외의 학교에 통학하고있다. 2002년 포브스 순위에 따르면 보스턴 공립 학교는 졸업 비율 82%를 자랑하는 국내 최고의 대도시 학교 제도라고 되어있다. 2005년 공립학교 제도에 편입된 학생 중 45.5%가 흑인, 31.2%가 히스패닉 내지 라틴아메리카, 14%가 백인, 9%가 아시아계였다.

## 의료

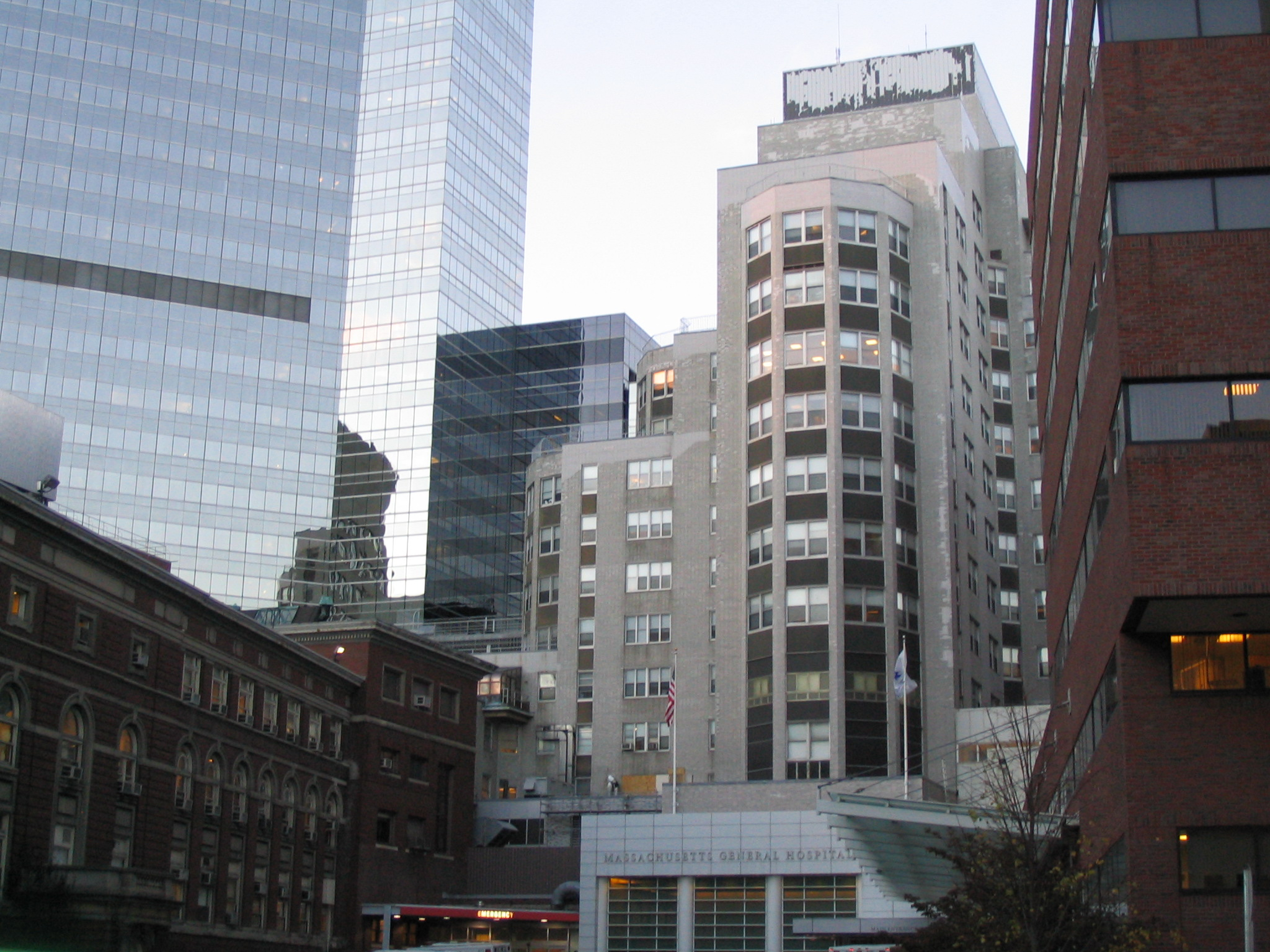
매사추세츠 종합병원

롱우드 의료 · 학술 지구는 의료 · 연구 기관이 모여있는 보스턴의 한 지역이다. 베스 이스라엘 디코네스 메디컬 센터, 브리검 앤 여성 병원, 보스턴 아동 병원, 다나 파버 암 연구소, 하버드 의대, 하버드 공중 보건 학교, 하버드 치과 학교 등이 여기에 있다. 매사추세츠 종합병원 (MGH)이 비컨힐 근처에 있으며, 매사추세츠 눈 · 귀 병원, 스폴딩 재활 병원도 존재한다. 또한 보스턴 자메이카 플레인, 웨스트 록스베리 지구는 미국 국가보훈부 의료 센터가 있다.
보스턴의 대형 의료기관의 대부분이 대학과 연계하고 있다. 롱 우드 의료 · 학술 지구 의료기관 및 매사추세츠 종합병원은 하버드 의대와 제휴하고 있는 유명한 연구 의료 센터이다. 차이나타운 지구 남부의 터프츠 의료 센터 (구 터프츠 뉴잉글랜드 의료 센터)는 터프츠 대학의 의과 대학과 제휴하고 있다. 사우스 엔드 지역의 보스턴 의료 센터는 보스턴 대학 의과 대학의 주요 교육 시설이자, 보스턴 지역에서 가장 큰 외상 센터이다. 이 센터는 보스턴 대학 병원과 보스턴 시립 병원 (미국 최초의 자치체 병원)의 합병으로 탄생하였다.

## 생활 서비스
수도 · 하수도 서비스를 공급하는 것은 보스턴 상하수도위원회이다. 위원회는 매사추세츠 수자원국 (MWRA)에서 물 · 하수 처리 서비스를 구매하고 있다. 수도는 쿼빈 저수 시설 (도시 105 km 서쪽) 및 와추셋 저수 시설 (도시 56 km 서쪽)에서 온다. 전력은 규제 완화를 통해 발전 회사는 소비자가 선택할 수 있지만, 송전은 NSTAR사가 독점하고 있다. 천연 가스를 공급하는 것은 내셔널 그리드 PLC로, 상업 · 공업 이용 고객에 한해, 기타 천연 가스 회사를 선택 할 수 있다.
고정 전화 서비스를 제공하는 것은 주로 버라이즌이다. 다양한 휴대 전화 회사의 서비스도 이용할 수 있다. 케이블 TV, 컴캐스트와 RCN 사가 일정한 지역에서는 양사가 광대역 인터넷 연결을 제공하고 있다. 다양한 디지털 가입자 회선 (DSL) 사업자도 버라이즌의 전화선을 이용한 광대역 연결을 제공 할 수 있다.

## 교통
로건 국제공항은 이스트 보스턴 지구에 위치하고 있으며, 보스턴으로 들어오는 대부분의 정기 여객편을 취급하고 있다. 대한민국에서는 델타 항공의 디트로이트행 여객편인 DL158/159편을 편명을 유지하고 여객기를 바꿔서 보스턴으로 운항한다. 보스턴을 둘러싼 운송 사업 이외의 일반 민간 항공의 큰 비행장이 세 개있는데, 북쪽에 베벌리 시영 비행장이 있고, 서쪽에 핸스컴 필드, 남쪽에 노우드 메모리얼 비행장이 있다. 로드아일랜드주 프로비던스의 T. F. 그린 공항과 뉴햄프셔주 맨체스터의 맨체스터 보스턴 지역 공항도 보스턴 지역에 정기 여객 편을 제공하고 있다.
보스턴 다운타운의 거리가 바둑판 모양으로 정비되어 있지 않고, 17세기 초반부터 구불구불한 형태로 성장하였다. 그때 그때의 필요에 따라 길이 만들어져 또한 부두와 토지 매립에 의해 작았던 보스턴 반도가 점차 확대하여 왔기 때문이다.

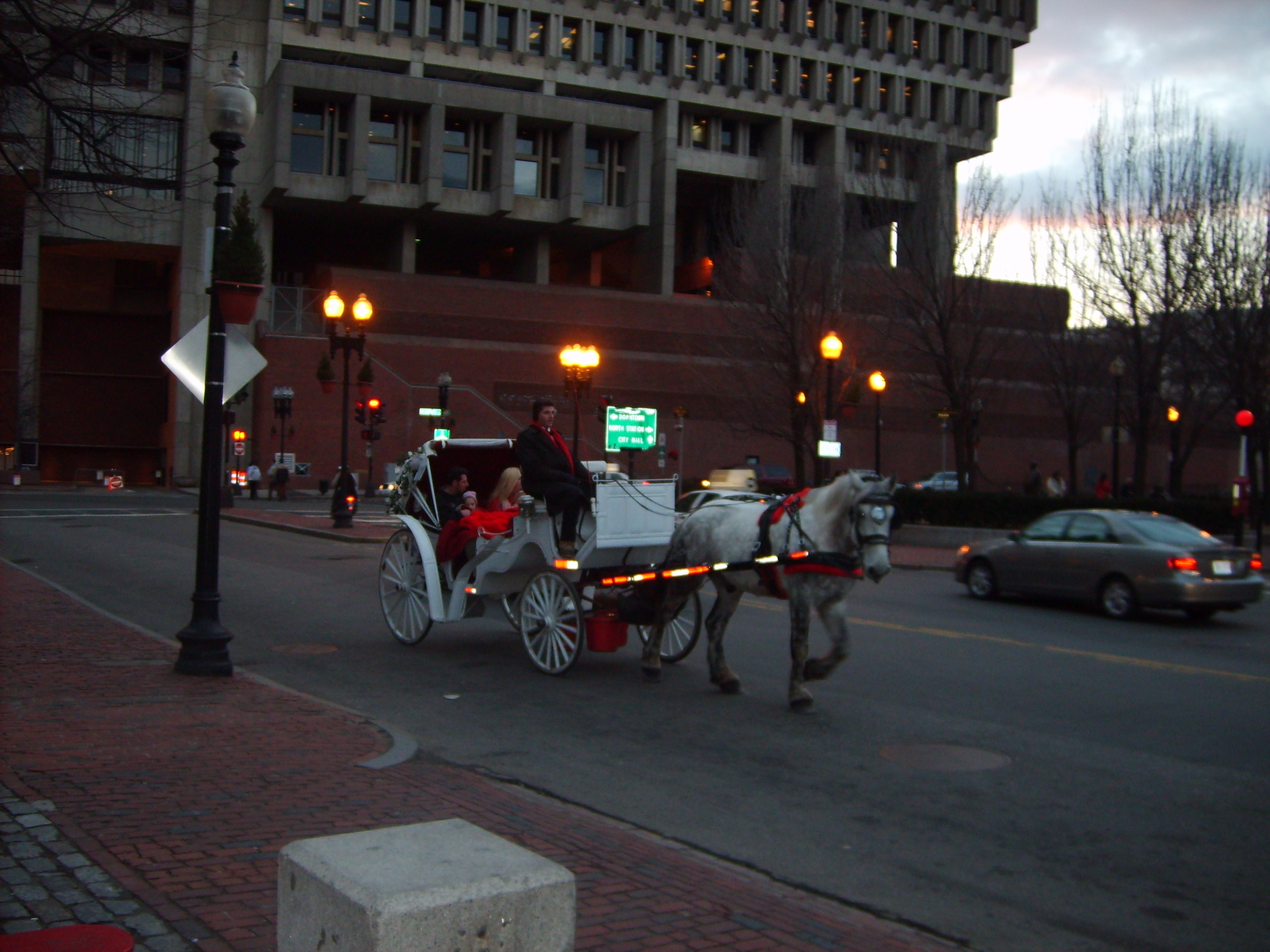
보스턴 도로의 대부분은 17세기의 마차길이 토대가 되고 있다. 마차는 지금도 가끔 찾아 볼 수 있다.

보스턴은 고속도로 90호선 (I-90)의 동쪽 종점이다. 90호선은 매사추세츠주에서 매사추세츠 유료 도로 (고속도로)와 나란히 달리고 있다. 미국 1호선 (US 1), 고속도로 93호선 (I-93) 및 매사추세츠 3호선 (루트 3), 찰스타운에서 도체스터로 시내를 남북 중앙 간선을 이루고 있다. 이전에는 중앙 간선의 고가가 시내를 달리고있어 교통 체증이 끊이지 않았는데, 빅디그라는 공사가 2006년 초에 대부분 완성, 지하 터널로 대체했다.
보스턴 시민의 3분의 1 가까이가, 출퇴근에 대중교통을 사용한다. 미국 최초의 지하철 망인 매사추세츠 만 교통국 (MBTA)의 지하철이 운영되고 있으며, 이는 현재 전국에서 4번째로 지하철망이며, 선로의 길이는 105km에까지 연장되어 있으며, 북쪽은 몰든, 남쪽은 브레인트리, 서쪽은 뉴턴에 이른다. 이 지하철 망은 "T"라는 애칭으로 불리고 있다. 교통국은 이 밖에도 전국 6위의 버스망 (MBTA Bus), 수상 왕복 항공편, 전국 5위의 커뮤터 레일도 운영하고 있다. 커뮤터 레일은 영업 거리는 약 320km이며, 북쪽은 메리맥 밸리, 서쪽은 우스터, 남쪽은 프로비던스까지 이어진다.

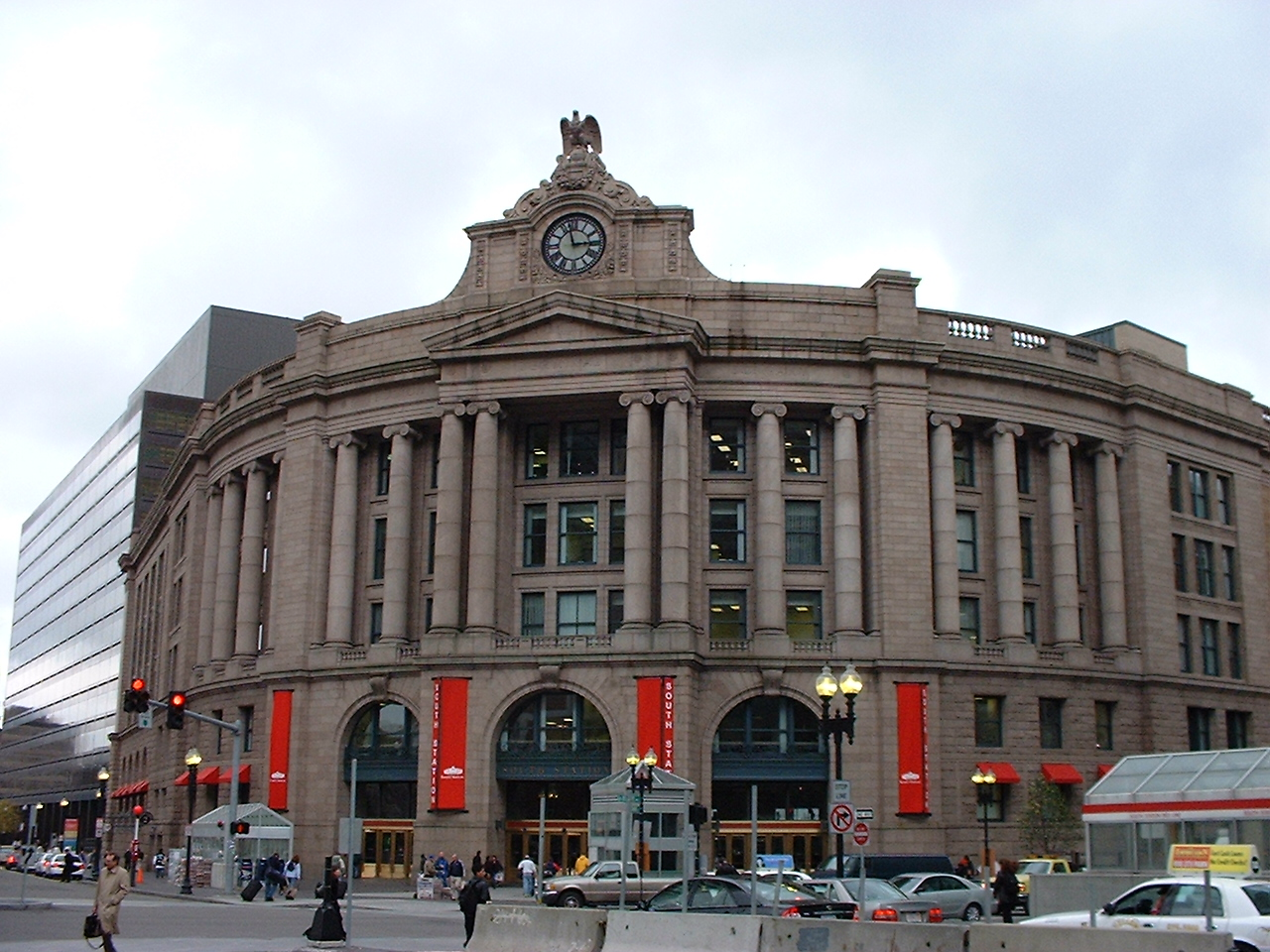
사우스 스테이션. 보스턴 대도시권에서 가장 큰 기차역 버스 터미널이다.

암트랙의 노스이스트 코리더와 시카고 라인은 보스턴의 사우스 스테이션에서 출발, 백베이 역에서 정차한다. 노스이스트 코리더의 쾌속 열차는 뉴욕, 워싱턴 D.C.의 일부 역에 정차하고 보스턴 남서쪽 교외 노선 128역에 정차한다. 또한 메인 주로 향하는 암트랙 다운이스터 노스 스테이션에서 출발한다.
보스턴은 "워킹시티"라는 애칭이 있는 것처럼, 다른 비슷한 규모의 도시에 비해 도보로 통근 · 통학이 큰 역할을 하고있다. 학생 인구가 많기 때문에 인구의 13%가 도보로 통근 · 통학하고, 이 비율은 주요 미국 도시 중 가장 높다. 바이시클링 잡지는 2006년 3월호에서 보스턴을 자전거에 가장 적합하지 않은 도시라고 하지만, 자전거 통근 · 통학 비율은 최고 클래스이다. 2007년 9월 메니노 시장은 자전거로 달리기 쉬운 거리로 하는 것을 목표로, "보스턴 바이크스"라는 계획에 착수했다. 2008년에 같은 잡지에서 결국 자전거 타기에 적합한 도시에 이름을 올렸다. 공용 자전거 시스템인 허브웨이는 2011년 7월부터 시작했다.

## 자매 도시
보스턴의 자매 도시는 다음과 같다.
| 나라           | 도시           | 체결연도 | 출처            |
| -------------- | -------------- | -------- | --------------- |
| 일본           | 교토시         | 1959년   | [ 156 ]         |
| 프랑스         | 스트라스부르   | 1960년   | [ 157 ] [ 158 ] |
| 스페인         | 바르셀로나     | 1980년   | [ 159 ]         |
| 중화인민공화국 | 항저우시       | 1982년   | [ 155 ]         |
| 이탈리아       | 파도바         | 1983년   | [ 160 ]         |
| 오스트레일리아 | 멜버른         | 1985년   | [ 161 ]         |
| 중화민국       | 타이베이시     | 1996년   | [ 162 ] [ 163 ] |
| 가나           | 세콘디타코라디 | 2001년   | [ 155 ]         |

그리고, 아래의 도시는 완만한 우호 관계 파트너십 관계를 맺고 있다.
| 나라     | 도시       | 체결연도 | 출처            |
| -------- | ---------- | -------- | --------------- |
| 대한민국 | 사천       | 1999년   | [ 164 ] [ 165 ] |
| 이스라엘 | 하이파     | 1999년   | [ 166 ]         |
| 스페인   | 바야돌리드 | 2007년   | [ 167 ]         |

## 참고 문헌
- Boston: A to Z (2000), Thomas H. O'Connor, ISBN 0-674-00310-1
- Built in Boston: City and Suburb, 1800–2000 (2000), Douglass Shand-Tucci, ISBN 1-55849-201-1
- Lost Boston (1999), Mariner Books, ISBN 0-395-96610-8
- Boston: A Topographical History, Third Enlarged Edition (2000), Belknap Press, ISBN 0-674-00268-7
- When in Boston: A Time Line & Almanac (2004), Northeastern, ISBN 1-55553-620-4
- Gaining Ground: A History of Landmaking in Boston (2003), Nancy S. Seasholes, ISBN 0-262-19494-5
- Boston's Secret Spaces: 50 Hidden Corners In and Around the Hub, (2009), Globe Pequot; First edition ISBN 0-7627-5062-6
- AIA Guide to Boston, 3rd Edition: Contemporary Landmarks, Urban Design, Parks, Historic Buildings and Neighborhoods, (2008), Michael Southworth and Susan Southworth, GPP Travel, ISBN 0-7627-4337-9
- Boston: A Pictorial Celebration (2006), Jonathan M. Beagle, Elan Penn (photographer), ISBN 1-4027-1977-9
- City in Time: Boston (2008), Jeffrey Hantover, Gilbert King (photographer), ISBN 1-4027-3300-3
- Mapping Boston (2001), Alex Krieger (editor), David Cobb (editor), Amy Turner (editor), Norman B. Leventhal (Foreword by) MIT Press, ISBN 0-262-61173-2
- Boston Beheld: Antique Town and Country Views (2008), D. Brenton Simons, University Press of New England, ISBN 1-58465-740-5
- Boston (2010) by Jordan Worek; photographs by Bill Horsman, Firefly Books, ISBN 1-55407-591-2
- Boston's immigrants, 1840–1925 (2000), by Michael Price, Anthony Mitchell Sammarco, Arcadia Publishing, Images of America series
- Boston: A Century of Progress (1995), by Anthony Mitchell Sammarco, Arcadia Publishing, Images of America series